# Poncjusz z Cimiez
Poncjusz z Cimiez (Poncjusz Rzymianin, łac. Pontius Romanus, Pontius Cimellensis, fr. Pons de Cimiez, oks. i kat. Ponç de Cimiez, ur. w pierwszej ćwierci III wieku, zm. ok. 258 roku w Cimiez) – święty Kościoła katolickiego i Cerkwi prawosławnej, męczennik, senator rzymski, domniemany biskup Cimiez, ewangelizator tego miasta i okolic Nicei oraz doliny Ubaye w Górnej Prowansji; według niektórych starożytnych tekstów hagiograficznych i średniowiecznych kronik nawrócił na chrześcijaństwo cesarza Filipa I Araba i jego syna Filipa II.
Popularny w Prowansji, Langwedocji i Katalonii, gdzie znajdują się liczne kościoły pod jego wezwaniem oraz inne budowle, miejscowości i obiekty fizjograficzne nazwane od jego imienia. Głównymi propagatorami jego kultu w średniowieczu i nowożytności byli tamtejsi benedyktyni. W Prowansji jest znany także jako patron pól i winnic, a w Katalonii ponadto zielarzy i pszczelarzy, gdzie corocznie odbywają się targi różnych płodów rolnych zwane Fira de Sant Ponç.
W ikonografii przedstawiany zwykle jako legionista lub biskup.

## Życiorys

### Powołanie
Święty Poncjusz był Rzymianinem, synem senatora Markusa i jego żony Julii. Imię wskazuje na pochodzenie z rodu Pontia. Podstawowym źródłem informacji o nim jest tekst hagiograficzny Życie Poncjusza autorstwa Waleriana naocznego świadka (łac. Vita Pontii auctore Valerio teste oculato), zamieszczony m.in. w Acta Sanctorum. Nie zawiera on dat, a rekonstrukcję chronologii przeprowadził opat J.-G.-P. Maurel w swej monografii o świętym, na podstawie danych o papieżach i cesarzach wymienionych w żywocie .
Poncjusz urodził się pomiędzy 210 a 220 rokiem, jako długo oczekiwane przez rodziców dziecko. Według Vita Pontii, gdy jego matka Julia była w ciąży, poszła z mężem do świątyni Jowisza zwanej Wielką w Rzymie, a wówczas „demon zamieszkujący świątynię krzyknął przez usta pogańskiego kapłana, że chłopiec w jej łonie zniszczy tę świątynię i jej bogów”. Kiedy Poncjusz się narodził, matka chciała go zabić ze strachu, ale ojciec sprzeciwił się temu.
Jako młodzieniec Poncjusz w drodze do szkoły przechodził koło domu, w którym chrześcijanie uczestniczyli w porannej liturgii. Usłyszał słowa śpiewanego Psalmu 134/135, a w nim werset 15: bożki pogańskie to srebro i złoto, dzieło rąk ludzkich. Bardzo się tym zainteresował i zatrzymał przy bramie. Św. Poncjan, który wówczas celebrował liturgię (on to wprowadził śpiew psalmów do liturgii), zaprosił Poncjusza i jego towarzysza Waleriana, późniejszego autora żywotu, długo wykładając im Ewangelię, a po jakimś czasie ochrzcił ich. Poncjusz z kolei nawrócił swego ojca, którego św. Poncjan także ochrzcił – wraz z całą rodziną .

### Działalność w senacie
Cesarz Aleksander Sewer włączył dwudziestoletniego Poncjusza, wówczas żołnierza, w miejsce jego zmarłego ojca, w skład senatu. Poncjusz Rzymianin pozostawał senatorem przez około dwadzieścia lat. W senacie i otoczeniu cesarzy był szanowany „z powodu dobrej natury, zdrowego rozsądku i uczciwości”. Swoje dobra przekazał papieżowi św. Fabianowi, by je rozdał ubogim.

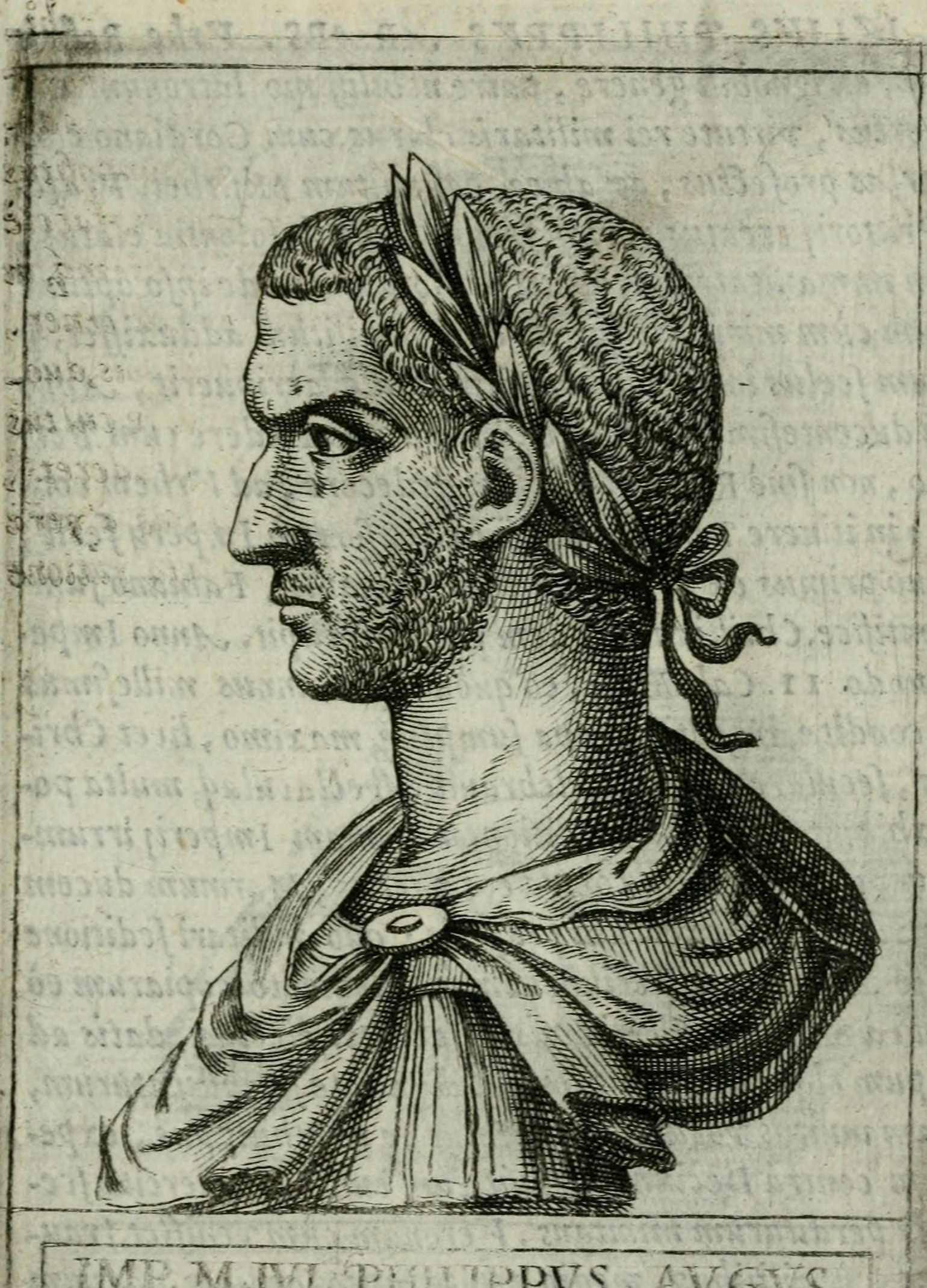
Tomasz Treter, Filip I Arab, rycina z 1583 roku, z notą: pierwszy cesarz, który przyjął chrześcijańską wiarę

Poncjusz wywarł wpływ na przychylność cesarza Filipa I Araba wobec chrześcijaństwa. Św. Dionizy Wielki pisał o Filipie, że chrześcijanie byli jego przyjaciółmi. Niektórzy pisarze wczesnochrześcijańscy, m.in. św. Hieronim ze Strydonu, a za nimi autorzy średniowieczni twierdzili, że Filip I Arab, jak też i jego syn Filip II, przyjęli chrześcijaństwo (co od XVII wieku jest poddawane krytyce i pozostaje kwestią sporną), podając różne okoliczności tego wydarzenia. Adamnan z Hy np. przypisuje tę zasługę św. Fabianowi. Według Vita Pontii papież ten tylko udzielił chrztu, zaś nawracanie było dziełem senatora. Marcin z Opawy napisał w biogramie Filipa w swej Kronice papieży i cesarzy, iż ten ostatni był ochrzczony przez św. Poncjusza.
Oprócz korespondowania cesarza i jego żony Otacylii Severy z Orygenesem jedyną konkretną informacją potwierdzoną w kilku źródłach starożytnych, którą podają m.in. Euzebiusz z Cezarei i św. Jan Chryzostom, jest fakt, iż Filip I Arab podczas pobytu w Antiochii, w Wigilię Paschalną przyszedł do kościoła na liturgię, a biskup św. Babylas kazał mu stanąć z tyłu, z pokutnikami.
Martyrologium Romanum podobnie jak inne martyrologia stwierdza, że dwóch cesarzy Filipów nawrócił do wiary Chrystusa, swoim głoszeniem i staraniami, właśnie senator Poncjusz, który później, za panowania Waleriana i Galiena, zdobył palmę męczeństwa, streszczając jego życie następująco:

14 Maji. In Gallia sancti Pontii Martyris, cujus praedicatione et industria postquam duo Philippi Caesares ad Christi fidem conversi sunt, ipse, sub Valeriano et Gallieno Principibus, martyrii palmam 
adeptus est.

### Misja
Zdaniem Maurela Poncjusz Rzymianin przestał być senatorem wraz z edyktem cesarza Decjusza o konieczności udowodnienia lojalności wobec religii rzymskiej, którego skutkiem było prześladowanie chrześcijan, a zatem około 250 roku. Już wówczas prawdopodobnie opuścił Rzym wraz z wieloma innymi chrześcijanami i przybył do prowincji Alpy Nadmorskie, aby prowadzić misję ewangelizacyjną, kontynuując dzieło św. Bassusa z Nicei, który wtedy poniósł tam śmierć męczeńską. Zdaniem bollandystów opuścił Rzym dopiero „podczas prześladowań za Waleriana I i Galiena”. Samo Vita Pontii nie określa, o które prześladowania chodzi, lecz stwierdza jedynie, iż „przez krótki czas ukrywał się w Mieście”, ale przede wszystkim ze względu na gorliwe działania kapłanów pogańskich, nie będąc bezpiecznym, opuścił je. W Cemenelum (później Cemelium, Cimela, obecnie Cimiez, północno-wschodnia dzielnica Nicei) i okolicy głosił Ewangelię, nawracając wiele osób, o czym pisał Honorátus Bouchaeus w Historia Provinciae. Według miejscowej tradycji ewangelizował mieszkańców doliny Ubaye (nad rzeką Ubaye w obecnym departamencie Alpy Górnej Prowansji) .
Od późnego średniowiecza, zdaniem bollandystów począwszy od XIV-wiecznego zbioru żywotów Catalogus Sanctorum et gestorum eorum, kilkakrotnie wydawanego w XVI wieku, którego autorem był Pietro de' Natali, rozpowszechniał się pogląd, iż Poncjusz był biskupem Cimiez. Nicolaas Clopper jr. we Florarium Temporum z 1473 roku jeszcze napisał o nim: rzymski senator i męczennik. U późniejszych autorów jest już zwykle: biskup i męczennik. André du Saussay w swoim Martyrologium Gallicanum z 1637 roku doprecyzował, że otrzymał od Namiestnika Chrystusowego godność biskupa i obowiązek rozszerzania Ewangelii w Galii. Nie podają jednak tego faktu ani w ogóle wzmianki o pełnieniu przez niego jakiejkolwiek funkcji kościelnej zachowane źródła z czasów wcześniejszych: żywoty, kazania i martyrologia, w których jest określany jako męczennik i głoszący Ewangelię, czyli ewangelista. Opat z Nicei Pietro Gioffredo z XVII wieku w Nicaea Civitas bronił wcześniejszego pochodzenia tytułu biskup na podstawie znanych mu źródeł. Maurel dowodził, iż niemożliwe jest, by ewangelizowanie prowincji miało być powierzone zwykłemu ewangeliście, a nie biskupowi, a Cimiez – stolica prowincji – nie była siedzibą biskupa wówczas, gdy były nią inne ważne miasta Galii. Według autorów monografii diecezji nicejskiej przeciwnie, beznadziejne jest usiłowanie, by pierwszego męczennika i ewangelizatora miasta Cimiez-Nicea uczynić pierwszym biskupem. W 1855 roku Rzym dokonał rewizji kultu św. Poncjusza, pozostawiając mu tytuł męczennika, lecz w diecezji nicejskiej zachowano tytuł biskup i męczennik.

### Męczeństwo
Kiedy współrządzący cesarze Walerian I i Galien rozpoczęli prześladowania chrześcijan, trwające od 257 do 260 roku, na rozkaz rezydującego w Cemenelum zarządcy prowincji Tyberiusza Klaudiusza Demetriusza, realizującego prześladowania, Poncjusz został tam aresztowany, a gdy odmówił oddania czci pogańskim bożkom, skazany na śmierć i stracony, prawdopodobnie 14 maja (lub 11 a 14 pochowany) 258 roku (niektóre źródła podają lata od 257 do 260).

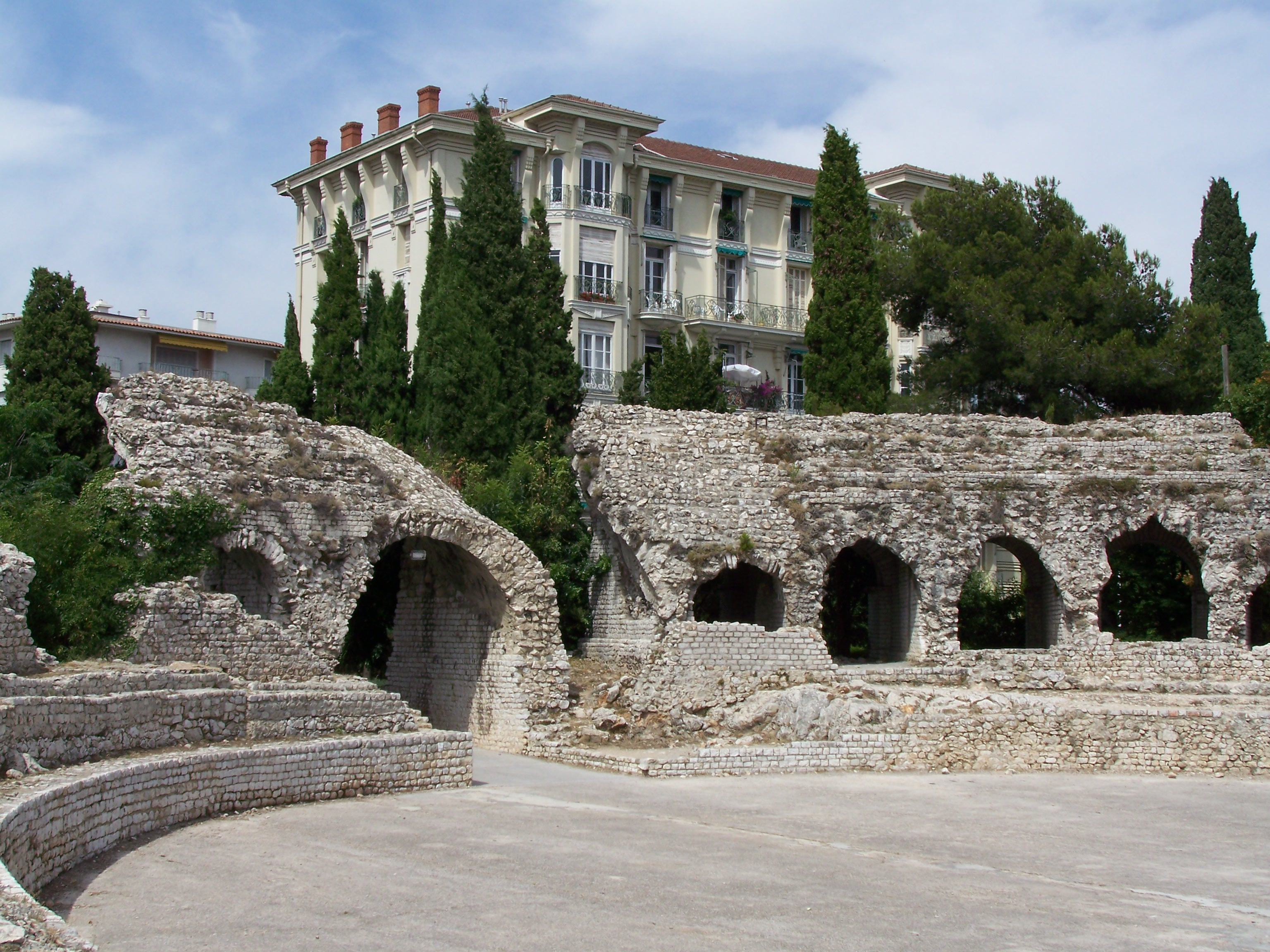
Arena rzymska w Cimiez, miejsce męczeństwa św. Poncjusza (Nicea)

Wpierw był męczony na arenie, gdzie maszyna do tortur się połamała, a dwa niedźwiedzie, napuszczane na niego, zwróciły się przeciw oprawcom, zaś próba spalenia również okazała się nieskuteczna, gdyż wiatr odwrócił płomienie w stronę widowni (Pietro de' Natali wyolbrzymił pożar trybun, od którego zapaliła się pobliska świątynia Jowisza). Podczas tego odważnie głosił wiarę chrześcijańską, powodując nawrócenie widzów, którzy zawołali: Jeden jest Bóg chrześcijan, którego czci Poncjusz! Na koniec został ścięty i strącony ze skały nad rzeką Paillon, przepływającą przez Niceę.
Walerian, towarzysz nawrócony wraz z nim, pochował jego ciało w pobliżu miejsca męczeństwa oraz zabezpieczył acta martyrum, czyli protokoły z procesu w Cemenelum.
Vita Pontii, prócz tych informacji, zawiera dialogi św. Poncjusza z papieżem Poncjanem, swoim ojcem, cesarzem Filipem Arabem i jego synem (będące wykładem wiary chrześcijańskiej przeciwko kultowi Jowisza i Saturna), z zarządcą Klaudiuszem i asesorem Anabiuszem podczas rozprawy oraz modlitwę dziękczynną św. Fabiana za nawrócenie Filipa I i modlitwę św. Poncjusza przed śmiercią.

## Kult

### Prowansja
Pamięć o św. Poncjuszu w kolejnych wiekach rozszerzała się na zachód, obejmując trzy kraje: wpierw całą Prowansję, a następnie Langwedocję i Katalonię. Najstarsze oznaki jego kultu istnieją w Cimiez. W miejscu męczeństwa zbudowano oratorium. Biskup św. Walerian z Cimiez w pierwszej połowie V wieku mówił o czci św. Poncjusza, wzywał do naśladowania wiary i cnót naszego świętego męczennika, w trzech kazaniach (Homiliae XV–XVII) z 440 roku. Zapewniał, że memoria o nim (wspomnienie o jego życiu i śmierci) odczytywano tam jako lectio w czasie liturgii godzin  oraz że z daleka przybywali tam pielgrzymi. W VI wieku istniał dedykowany mu ołtarz w kaplicy Świętego Krzyża w Arles, którą zbudowała ksieni św. Rustykula z Arles (Marcia). Trzecim wczesnym miejscem jego kultu była Marsylia, przede wszystkim opactwo św. Wiktora, założone przez św. Jana Kasjana.

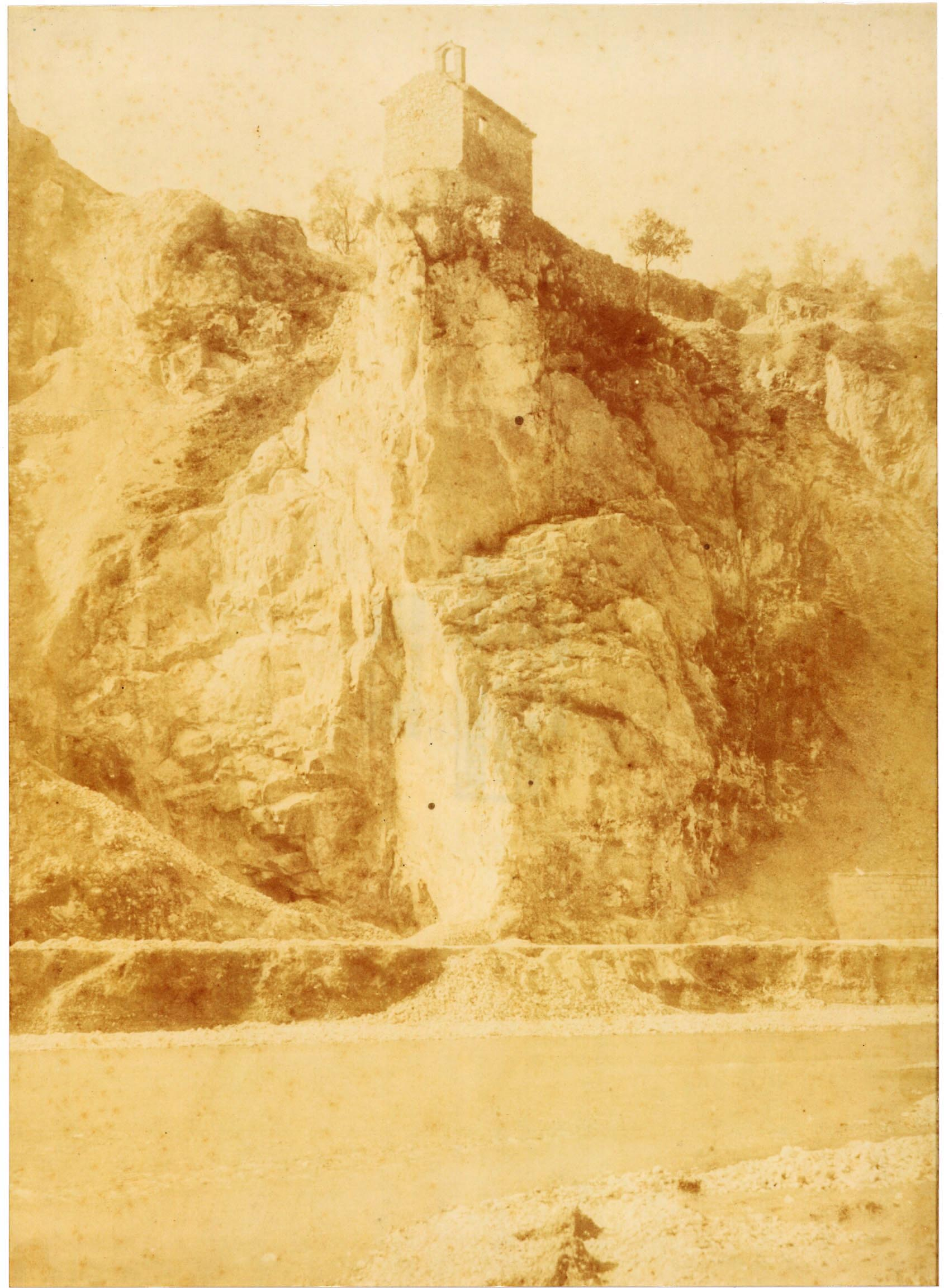
Kaplica św. Poncjusza na skale w miejscu jego męczeńskiej śmierci (nieistniejąca), odbitka na papierze solnym z kalotypu, 1855 rok

W roku 775, na polecenie Karola Wielkiego, dokonano odnowienia grobu świętego Poncjusza, a następnie zbudowano na tym miejscu bazylikę, w której ołtarz umieszczono bezpośrednio nad grobem. Wraz z kościołem wzniesiono klasztor benedyktyński. Jego pierwszym opatem został św. Sygariusz (Sacrius, fr. Siagre), biskup Nicei, bratanek króla. Według jednej z tradycji założycielami klasztoru byli mnisi z opactwa św. Wiktora, w związku z legendą, że głowa świętego potoczyła się do rzeki Paillon i popłynęła morzem do Marsylii, gdzie przechowali ją owi zakonnicy . Opactwo św. Poncjusza, obecnie leżące w granicach Nicei, odgrywało znaczną rolę w Hrabstwie Prowansji w następnych wiekach, a od 1388 roku w Hrabstwie Nicei. Było parokrotnie niszczone i odbudowywane. Obecnie budynki klasztoru są własnością miasta, jako część Szpitala Pasteura. Kościół należy do parafii św. Poncjusza, lecz od 1999 roku jest zamknięty z powodu złego stanu technicznego. Trwają prace remontowe i konserwatorskie, których zakończenie planowane jest na maj 2019.
Na skale nad rzeką Paillon, z której strącono ciało świętego, benedyktyni z Cimiez zbudowali kaplicę – martyrium, odrestaurowaną w 1700 roku, która uległa zniszczeniu, razem z urwiskiem, w roku 1925.
W górskiej wsi Lantosque (Alpy Nadmorskie), którą Karol Wielki uposażył opactwo, leżącej ok. 25 km na północ od Nicei, zbudowano kościół (obecny z połowy XVII wieku) pod wezwaniem św. Poncjusza, uznanego za patrona tej miejscowości. Jego wspomnienie obchodzi się tam 12 maja. Od 1394 do 1789 roku w Lantosque znajdowało się osobne opactwo benedyktyńskie.
Od tego opactwa, mającego liczne dobra ziemskie na terenie Prowansji, od końca X wieku rozpowszechniła się cześć dla św. Poncjusza jako patrona pól, winnic, młynów i innych obiektów związanych w rolnictwem, stąd też późniejsze małe wiejskie kaplice pod jego wezwaniem.
W Nicei, na terenie należącym do opactwa, na początku XIII wieku mnisi zbudowali kościół, w miejscu wcześniejszego oratorium, pod wezwaniem św. Reparaty, późniejszą katedrę diecezji nicejskiej, w której umieścili relikwie św. Poncjusza. W drugiej połowie XVII wieku zbudowano obecną świątynię, konsekrowaną w 1699 roku. Relikwie jego znajdują się obecnie w kaplicy biskupów, zwanej też kaplicą św. Jana XXIII.
Dzień św. Poncjusza był w XVII i XVIII wieku oficjalnym świętem w Nicei.

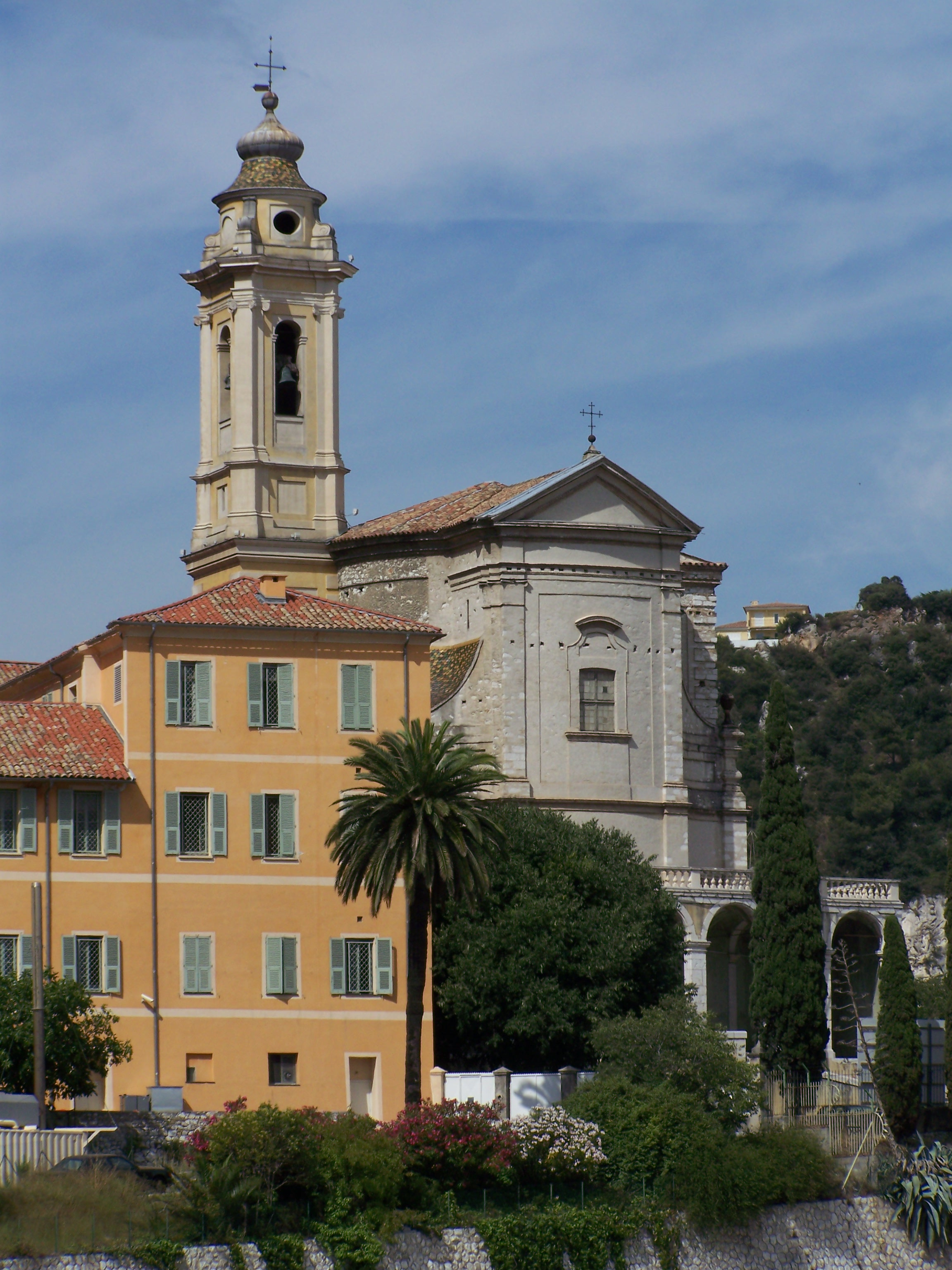
Opactwo św. Poncjusza w Nicei

Wraz z powstaniem opactwa św. Poncjusza rozpowszechnione przez nie zostało Vita Pontii, znane też pod tytułami: Życie i męka świętego Poncjusza autorstwa Waleriana jego towarzysza (łac. Vita et passio sancti Pontii martyris auctore Valerio ejus contubernali), Dzieje życia i męczeństwa św. Poncjusza (łac. Acta vitae et martyrii S. Pontii) lub w skrócie Passio Pontii. Obecnie w bibliotekach europejskich znajduje się około trzydziestu jej rękopiśmiennych kopii. Najstarsze dwa egzemplarze pochodzą z VIII, bądź IX wieku, lecz językoznawcza analiza tekstu dowodzi, iż jest to redakcja dokonana w V, względnie VI stuleciu. Nie zawiera on żadnych błędów historycznych i anachronizmów. Z Apt pochodzi inna, krótsza wersja żywotu, zredagowana w IX/X wieku, zachowana w jednym egzemplarzu i nazwana przez badaczy Passio brevis aptensis.
Pierwotne źródła przestały istnieć najprawdopodobniej w 890 roku, gdy Saraceni zniszczyli klasztor, wraz z jego archiwum. Następne w 1543 roku, gdy Turcy zniszczyli go ponownie, a późniejsze uległy dewastacji i rozproszeniu w 1792 roku, przy aneksji Nicei w czasie rewolucji we Francji.
W XV stuleciu, w rejonie Briançonnais, powstało popularne misterium w języku staroprowansalskim Istorio de Sanct Poncz. Tekst sztuki jest obszerny (z dodatkami 6033 wersy), lecz nie ma żadnych innych wątków prócz zawartych w Vita Pontii. Składają się nań rozbudowane rozmowy między wszystkimi postaciami z żywotu, z dodaniem Rzymian, mieszkańców Cimiez, kapłanów, aniołów i demonów. Nie ma też wzmianki, aby Poncjusz był biskupem. Cały tekst został odnaleziony w 1865 roku w archiwum miejskim w Puy-Saint-Pierre, a w 1888 roku opublikowany wraz z krótkim wstępem . Nowe wydanie ukazało się w 2016 roku w USA. Późniejsze misterium Histoire de saint Pons było wystawiane w 1603 roku w Draguignan i w 1670 roku w Collobrières.
Relikwie św. Poncjusza umieszczono w kościołach pod jego wezwaniem w Collobrières i Figanières. Ten pierwszy zbudowano na miejscu kaplicy zamkowej, którą w 1060 roku właściciel zamku Pontius de Vicino Castro podarował mieszkańcom jako parafialną, podległą Opactwu św. Wiktora w Marsylii. Kościół był trzykrotnie znacznie rozbudowywany: w XVI, XVII i XIX wieku, a w 1875 roku porzucony po zbudowaniu nowego i popadł w ruinę. Ten drugi ma obecnie budynek w stylu klasycystycznym, a dwa kilometry od niego, w winnicy na obrzeżach Figanières, w Domenie św. Poncjusza, jest romańska kaplica, o której pierwsza wzmianka pochodzi z 1601 roku. 11 maja odbywa się tam uroczysta procesja z relikwiarzem-popiersiem świętego wraz z poczęstunkami. Honorátus Bouchaeus w Historia Provinciae pisał o cudach i uzdrowieniach u przybywających do tych świątyń pielgrzymów.

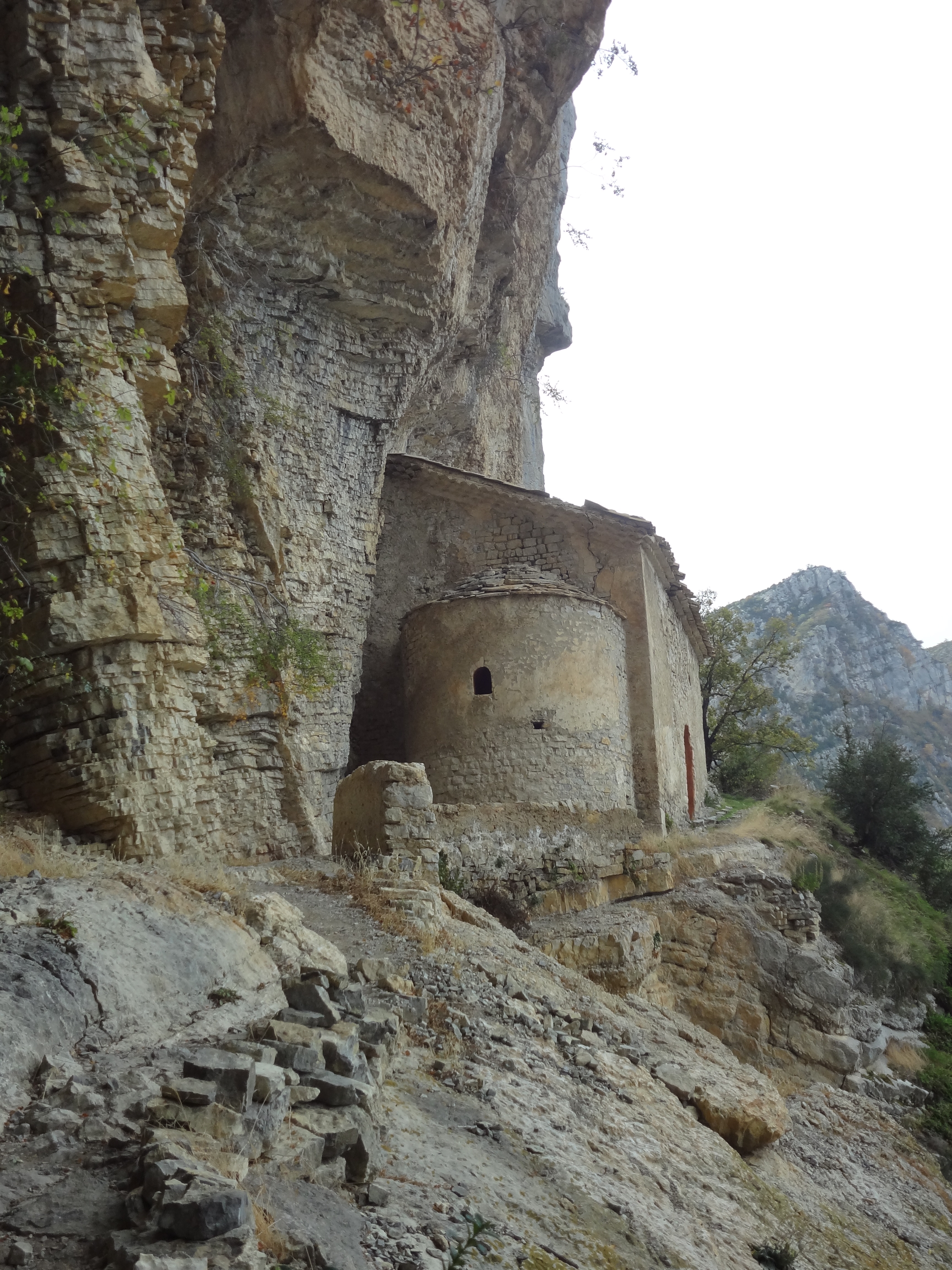
Kaplica św. Poncjusza w Valbelle na Montagne de Lure w Prowansji

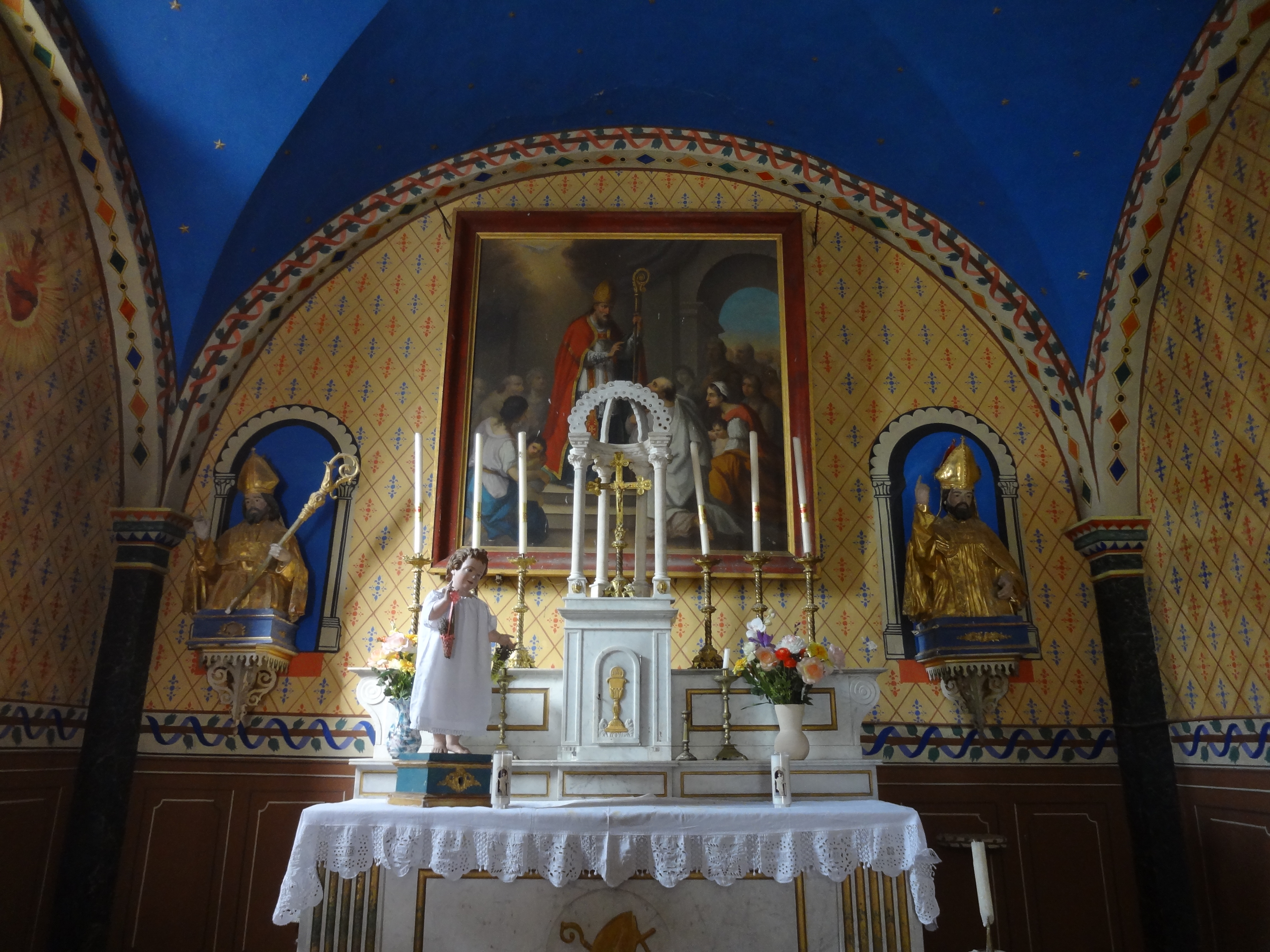
Ołtarz w kościele św. Poncjusza w Touyet (gmina Ubraye)

Najstarszy zachowany kościół św. Poncjusza znajduje się w Peyroules (Alpy Górnej Prowansji) i pochodzi z VI/VII wieku, lecz nie wiadomo, kiedy otrzymał obecne wezwanie, w 1045 roku został podarowany opactwu św. Wiktora w Marsylii. Porzucony w połowie XX wieku, został przywrócony do liturgii w 2014 roku, podczas uroczystości z udziałem przedstawicieli władz samorządowych gminy, departamentu i regionu.
W XII-wiecznym kościele św. Poncjusza w Cabasse znajdują się relikty kościoła z IV wieku: ołtarze, pozostałości sarkofagów, kapitele i napisy grobowe.
Od X wieku św. Poncjusz czczony był we Fréjus. W XI wieku zbudowano kościół pod jego wezwaniem koło Seyne, przebudowany w 1437, zniszczony przez protestantów w 1586 i odbudowany w 1605 roku. W Le Fugeret znajduje się kościół św. Piotra i św. Poncjusza, który w XIV wieku przejęło opactwo św. Wiktora po komandorii templariuszy.
W XI stuleciu powstała, obecnie nieistniejąca, kaplica św. Poncjusza w Saint-Pons-les-Mûres w gminie Grimaud. W Entraunes romański kościół św. Poncjusza podczas rozbudowy w XVII wieku posłużył jako transept nowej świątyni parafialnej Notre-Dame-de-la-Nativité. W XI/XII wieku zbudowano siedem kościołów pod wezwaniem św. Poncjusza należących do opactwa św. Wiktora, w większości obecnie nieistniejących. W Cabasse XII-wieczny kościół św. Poncjusza zmienił wezwanie na św. Lupusa, a w Annot na św. Jana Chrzciciela.
W XII/XIII stuleciu zbudowano kościół parafialny św. Poncjusza w Éoulx (gmina Castellane), później opuszczony (obecnie zabytkowa kaplica), a jego wezwanie przejął inny, czynny kościół parafialny w Éoulx. W Castellet-lès-Sausses przy placu św. Poncjusza jest kościółek pod jego wezwaniem z pierwszej połowy XVII wieku. Kaplica św. Poncjusza znajduje się w winnicy koło Vidauban. W Ubraye znajduje się kościół Saint-Pons du Touyet, w którym są dwa jego popiersia-relikwiarze, a procesja odbywa się tam 14 maja. Wierni udają się też z procesją na Montagne de Lure, gdzie znajduje się XII-wieczna kaplica Saint-Pons de Valbelle przylegająca do skały przy ścieżce, którą według miejscowej tradycji szedł Poncjusz.
W 1205 roku biskup Marsylii Rainier założył koło Gémenos, u podnóża masywu Sainte Baume (miejsca pustelni św. Marii Magdaleny), klasztor cysterek pod wezwaniem św. Poncjusza. W 1233 roku klasztor ten stał się opactwem (fr. Abbaye de Saint-Pons de Gémenos) i odgrywał znaczną rolę w życiu gospodarczym okolicy, aż do jego zniszczenia i śmierci zakonnic podczas napadu bandytów w 1426 roku. Kościół poklasztorny istnieje nadal w Parku św. Poncjusza.
Benedyktyni z opactwa w Novalesa, do którego należała dolina Ubaye, gdzie Poncjusz prowadził misję ewangelizacyjną, zbudowali kościół pod jego wezwaniem we wsi Drolha, leżącej w tej dolinie. Obecny budynek kościoła pochodzi z XIII wieku, ale klasztor benedyktyński jakoby istniał tam już VI stuleciu. Miejscowość ta, w dokumencie z XIII wieku, nosiła nazwę Sanctus Pontius de Drollia, a następnie nazwana została Saint-Pons-lès-Seyne, obecnie Saint-Pons. Kościół zwany jest też Saint-Pons de Barcelonnette, od nazwy sąsiedniej, znacznie większej obecnie wsi.

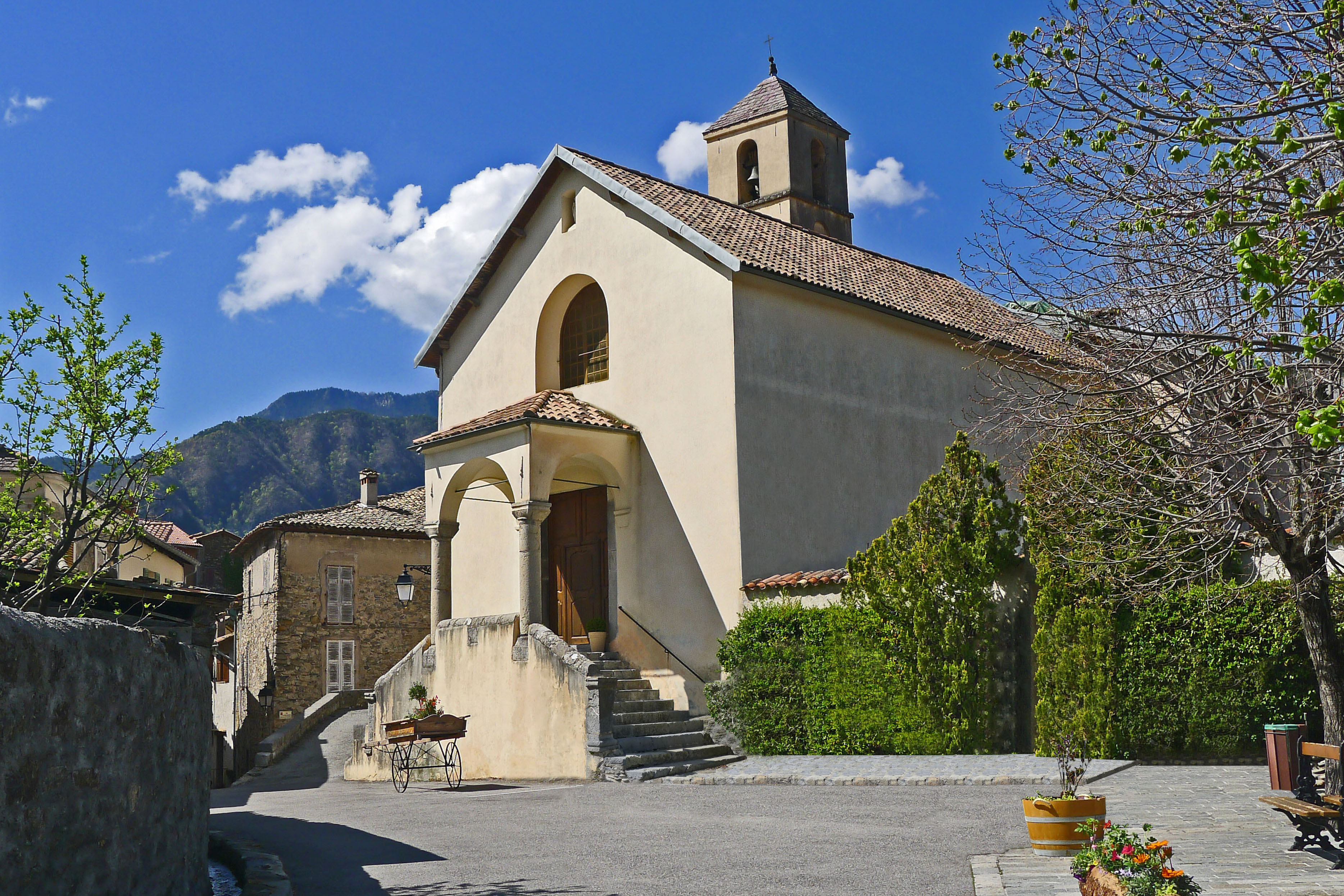
Kościół św. Poncjusza w Marie

W XVII wieku zbudowano kościół św. Poncjusza we wsi Marie (oks. Maria) w obecnym departamencie Alpy Nadmorskie, w którym w osadzie Saint-Pons w Gréolières znajduje się kaplica pod jego wezwaniem, gdzie z okazji odpustu odbywa się coroczny piknik.
W Capitou, dzielnicy Mandelieu-la-Napoule, niedaleko lotniska Cannes – Mandelieu, znajduje się kościół św. Poncjusza z 1763 roku. Od 150 lat, około 14 maja, organizowany jest kilkudniowy festiwal La Fête de la Saint Pons à Mandelieu-la-Napoule, z uroczystą Mszą św., procesją, tradycyjnymi potrawami, tańcami i muzyką prowansalską oraz innymi atrakcjami.
W 1869 roku zbudowano neoromański kościół św. Poncjusza w Puyloubier, w następnych dziesięcioleciach modernizowany.
Święty Poncjusz z Cimiez jest wciąż pamiętany w Prowansji jako miejscowy ewangelizator i męczennik. Jest tam czczony w niektórych kościołach pod datą 14 maja, zgodnie z Martyrologium Romanum i Martyrologium Usuardi, a w innych jego wspomnienie liturgiczne jest obchodzone 11 maja i ta data również ma wczesną tradycję. Prawosławny kalendarz liturgiczny wspomina św. Poncjusza 5 sierpnia (według kalendarza juliańskiego, przypadającym obecnie w kalendarzu gregoriańskim na 18 sierpnia ).

### Langwedocja

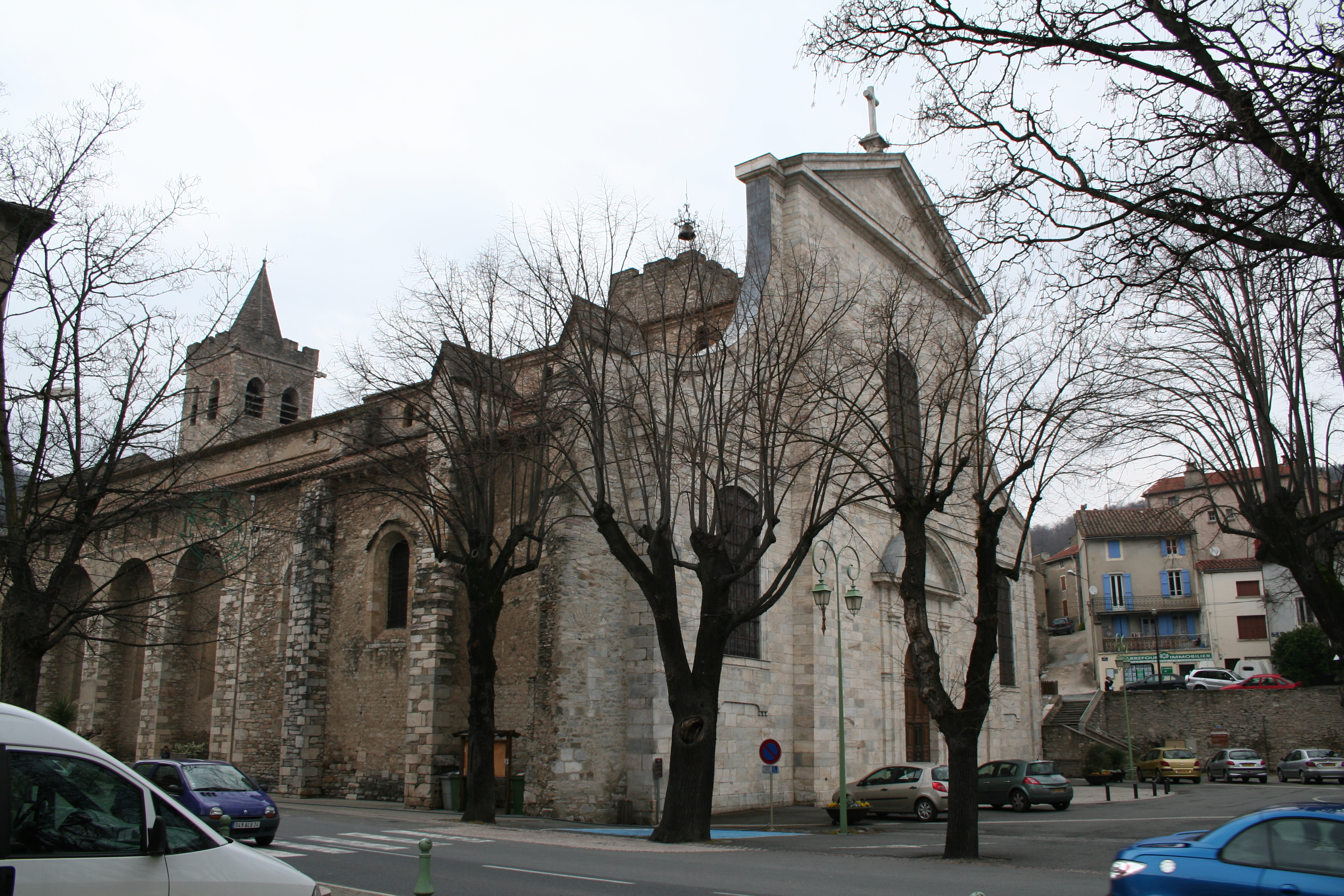
Katedra św. Poncjusza w Saint-Pons-de-Thomières

W Langwedocji w 936 roku hrabia Tuluzy Rajmund III Pons i jego żona Garsynda z Narbony ufundowali opactwo benedyktyńskie pod wezwaniem św. Poncjusza w Tomeres (obecnie Saint-Pons-de-Thomières, oks. Sant Ponç de Tomièiras), do którego rok później sprowadzono jego relikwie. W XI wieku klasztor odgrywał szczególnie wielką rolę, będąc jednym z kilku najważniejszych opactw benedyktyńskich. W 1317 roku kościół klasztorny stał się katedrą erygowanej wówczas przez papieża Jana XXII diecezji Sancti Ponti Tomeriarum, istniejącej do 1790 roku, a pierwszym jej biskupem został opat klasztoru Pierre Roger. Kościół zrujnowany przez hugenotów w 1567 roku był rekonstruowany w kolejnych wiekach. Od 1612 roku jest świątynią diecezjalną. Św. Poncjusz jest oficjalnym patronem miejscowości.
Około 989 roku, ze względu na potrzeby miejscowej ludności, wicehrabia Beziers i Agde Guilem powiększył kaplicę zamku na skale, który podarował swej żonie Arsyndzie, we wsi Malos Canos (oks. Mauchins), obecnie Saint-Pons-de-Mauchiens. Biskup Agde konsekrował świątynię pod wezwaniem św. Poncjusza. W XII wieku, na miejscu starego zamku, powstał nowy, większy kościół Sainte-Marie-et-Saint-Pons, a miejscowość otrzymała obecną nazwę.

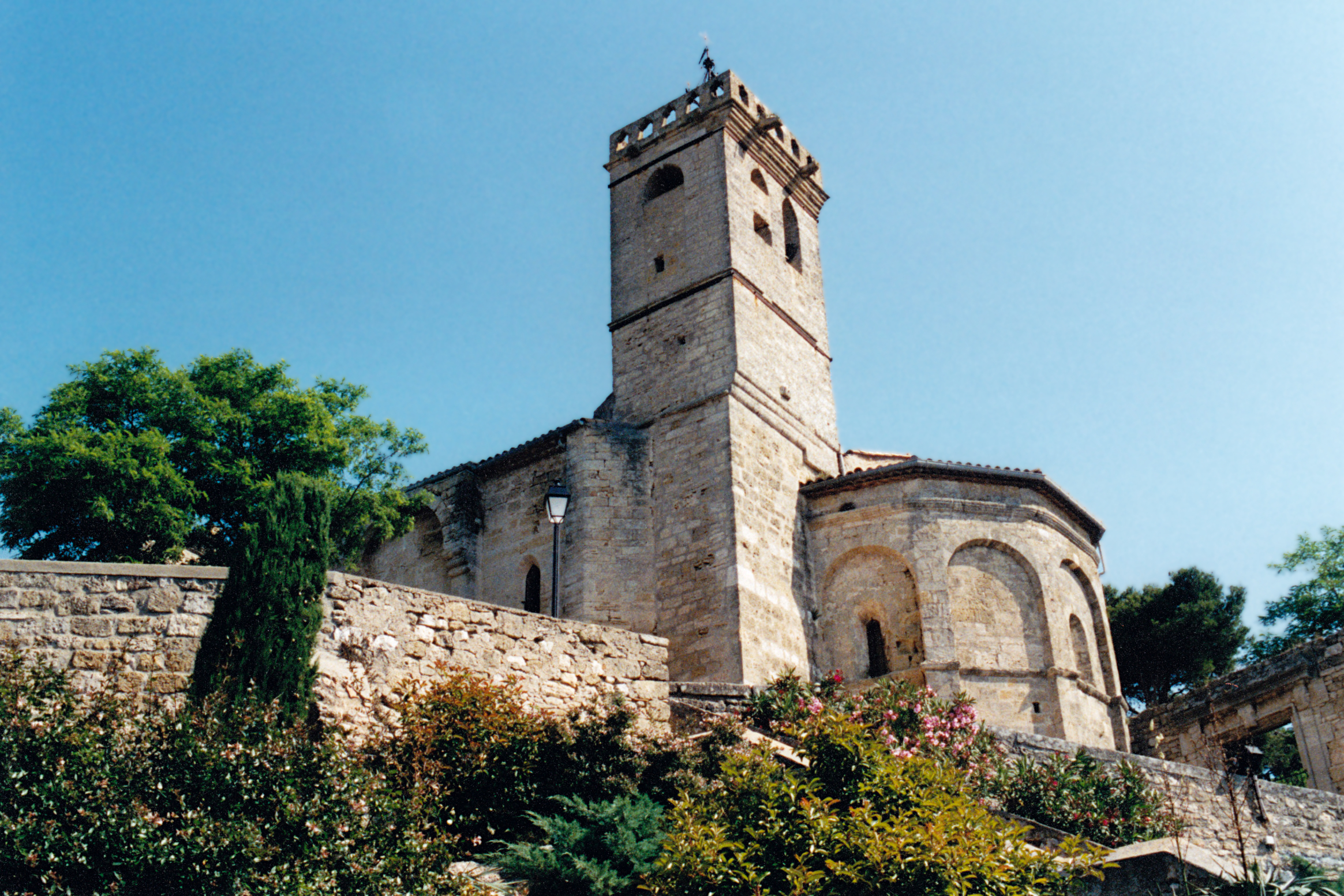
Kościół NMP i św. Poncjusza w Saint-Pons-de-Mauchiens

Od X wieku św. Poncjusz czczony był też w Montpellier , a potem w Beziers i Agde.
W XII wieku zbudowano kościół parafialny pod jego wezwaniem (obecny budynek z 1866 roku) niedaleko Nîmes, w obecnej miejscowości Saint-Pons-la-Calm (oks. Sent Ponç de la Cam), gdzie jest też fontanna (studnia miejska) z figurą świętego.
W Oksytanii znajduje się jeszcze górska kaplica Saint Ponç à Candell, wzmiankowana po raz pierwszy w 1268 roku. Jest ona położona na północno-zachodnim zboczu El Puig de Mila, nad doliną Boulès, koło prawie bezludnej wsi Candeils (kat. Candell), w gminie Caixas. Istnieje w tej kaplicy długa tradycja namaszczania poświęconym olejem uszu, aby lepiej słyszeć Boga. Kraina, w której leży kaplica, to Roussillon, czyli Katalonia Północna, a obszar ten we wzmiankowanym roku należał do Królestwa Majorki.
Kult św. Poncjusza rozwijał się w Langwedocji przede wszystkim w czasach świetności opactwa w Sant Ponç de Tomièiras, lecz nigdy nie miał takiego zasięgu jak w Prowansji, a także w Katalonii. W późniejszych wiekach słabł, a od dziesiątków lat zanikł.
W Langwedocji wspomnienie liturgiczne św. Poncjusza było obchodzone od X wieku 11 maja. W nowym kalendarzu liturgicznym archidiecezja Montpellier przeniosła jego wspomnienie na 14 maja. Diecezje langwedockie, tak jak prowansalskie, otrzymały w średniowieczu Oficjum i Mszę o św. Poncjuszu, rangi rytu półzdwojonego, zawierające modlitwy własne:

Oratio: Deus qui nobis venerabilem B. Pontii Martyris tui passionem celebritate annua concedis venerari; præsta quæsumus, ut sicut constanter pro tui nominis confessione agonizando, triumphale stadium divinæ largitatis meruit accipere; ita nos ejusdem patrociniis ad immortalitatis triumphum mereamur pervenire. Per Dominum nostrum Jesum Christum...

Ant. ad Magnificat:

О Martyr insignis Beatissime Ponti, qui praedicatione divina, Romanorum Principes ad veritatis perduxisti viam, et Tyrannorum superaro tormento, felici victoria laureatus exultas in Gloria, nostra precamur, tua intercesiora lauda facinora, quo tecum valeamus in aeternum decantate Alleluia.

Ant. ad Benedictus:

Athleta Martyr Ponius, Bellator inuictissimus, dira ferens supplicia, transuectus est in Gloria, ense truncato capite, renitens diademate, olim consultor Patriae, iam Senator gloriae, laua nostra peccamina optata prece sedula, quo tecum laudes perpetes canamus in Coelestibus.

### Katalonia

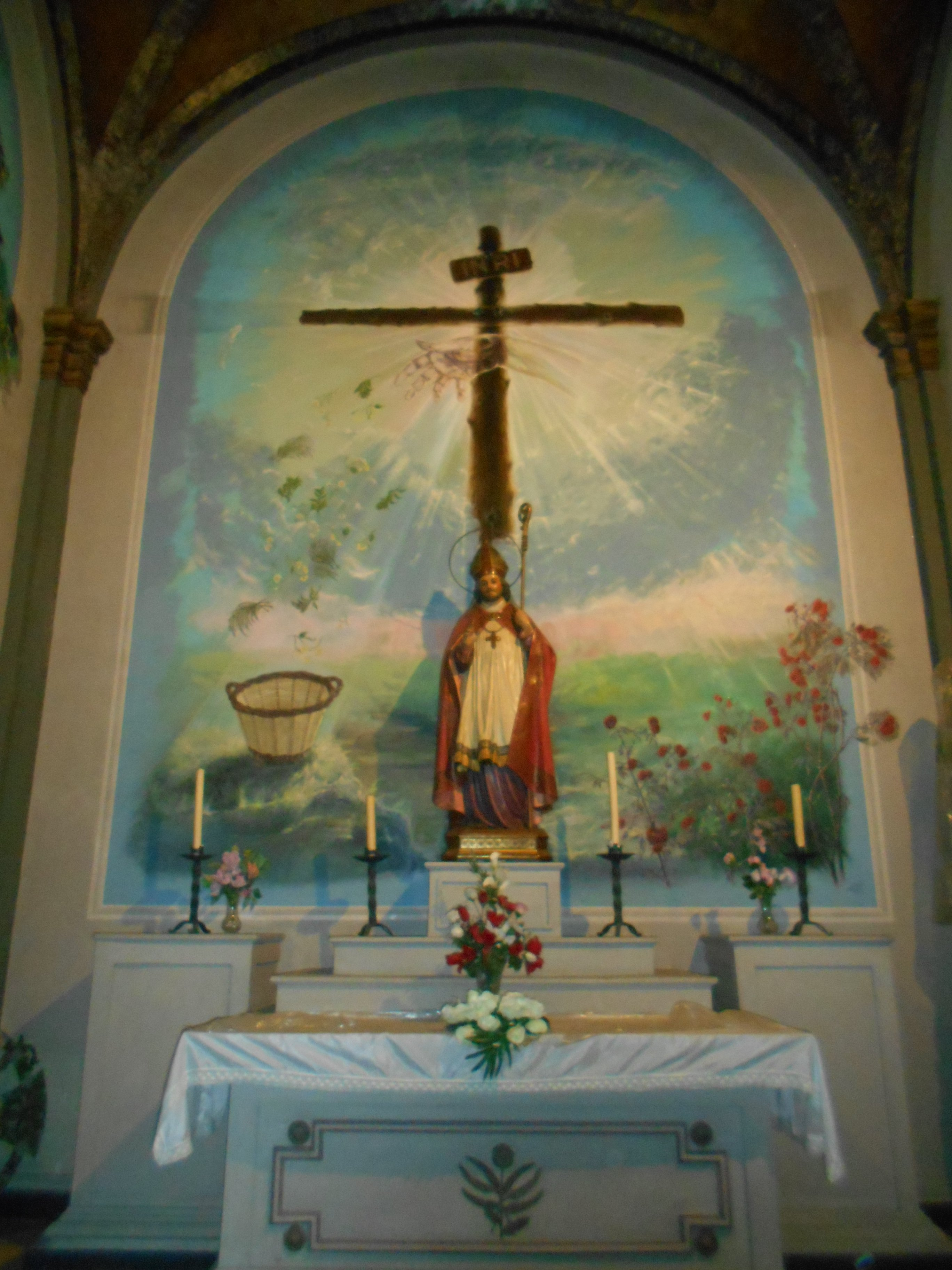
Kaplica św. Poncjusza w kościele św. Augustyna w Barcelonie

W Katalonii powstała legenda, że św. Poncjusz, uciekając przed prześladowaniami, przebywał w Barcelonie, gdzie leczył ziołami, zyskując wdzięczność mieszkańców. Stąd jego kult łączy się tam z tradycyjnymi targami ziół, miodu i owoców kandyzowanych, które od XVI wieku rozpoczynają się 11 maja, w jego wspomnienie liturgiczne. Jest on czczony jako uzdrowiciel, opiekun pól i w czasie burz, patron zielarzy i pszczelarzy. Według popularnego wierzenia, jeśli dom jest właściwie oczyszczony od pasożytów, zwłaszcza pluskiew i pcheł, w jego święto, są one usuwane na cały rok. Umieszcza się też pod łóżkiem pobłogosławioną za jego wstawiennictwem wiązankę ziół, gałązek rozmarynu, lub czterech róż o nazwie „róże świętego Poncjusza” dla uzyskania zdrowia   .
„Ziołem św. Poncjusza” (kat. herba de sant Ponç) jest nazywana mięta polej (Mentha pulegium L.) . Od wieków stosowana jest przez rolników i zakonników katalońskich w dolegliwościach trawiennych ludzi i zwierząt oraz do fumigacji .
W kaplicy Szpitala Świętego Krzyża z 1401 roku, w dzielnicy Barcelony El Raval, znajdowała się figura św. Poncjusza. Po przejęciu go przez władze miasta w 1926 roku i przekształceniu kaplicy na salę wystawową wizerunek został przeniesiony do kaplicy w sąsiednim kościele św. Augustyna, gdzie znajduje się do dzisiaj. Najbardziej znany Jarmark św. Poncjusza w Barcelonie (kat. La Fira de Sant Ponç de Barcelona) odbywa się koło dawnej kaplicy, towarzyszy mu parada i sprzedaje się na nim różne naturalne produkty: zioła, kwiaty, miód, syrop, ser, tradycyjne wyroby cukiernicze, dżem, owoce w syropie i kandyzowane. Współorganizatorem targów jest stowarzyszenie Unió de Sant Ponç. Podobny Jarmark św. Poncjusza w Mollet del Vallès 11 maja organizują studenci Miejskiego Instytutu Pomocy Niepełnosprawnym (IMSD). Fira Mercat de Sant Ponç odbywa się także w Mataró.
Do Katalonii kult św. Poncjusza z Cimiez docierał z Langwedocji, prawdopodobnie poprzez Hrabstwo Cerdanyi, głównie od opactwa w Saint-Pons-de-Thomières, już od połowy X wieku . Był w nim zakonnikiem Ramiro II Mnich, nim został biskupem, a potem królem Aragonii.

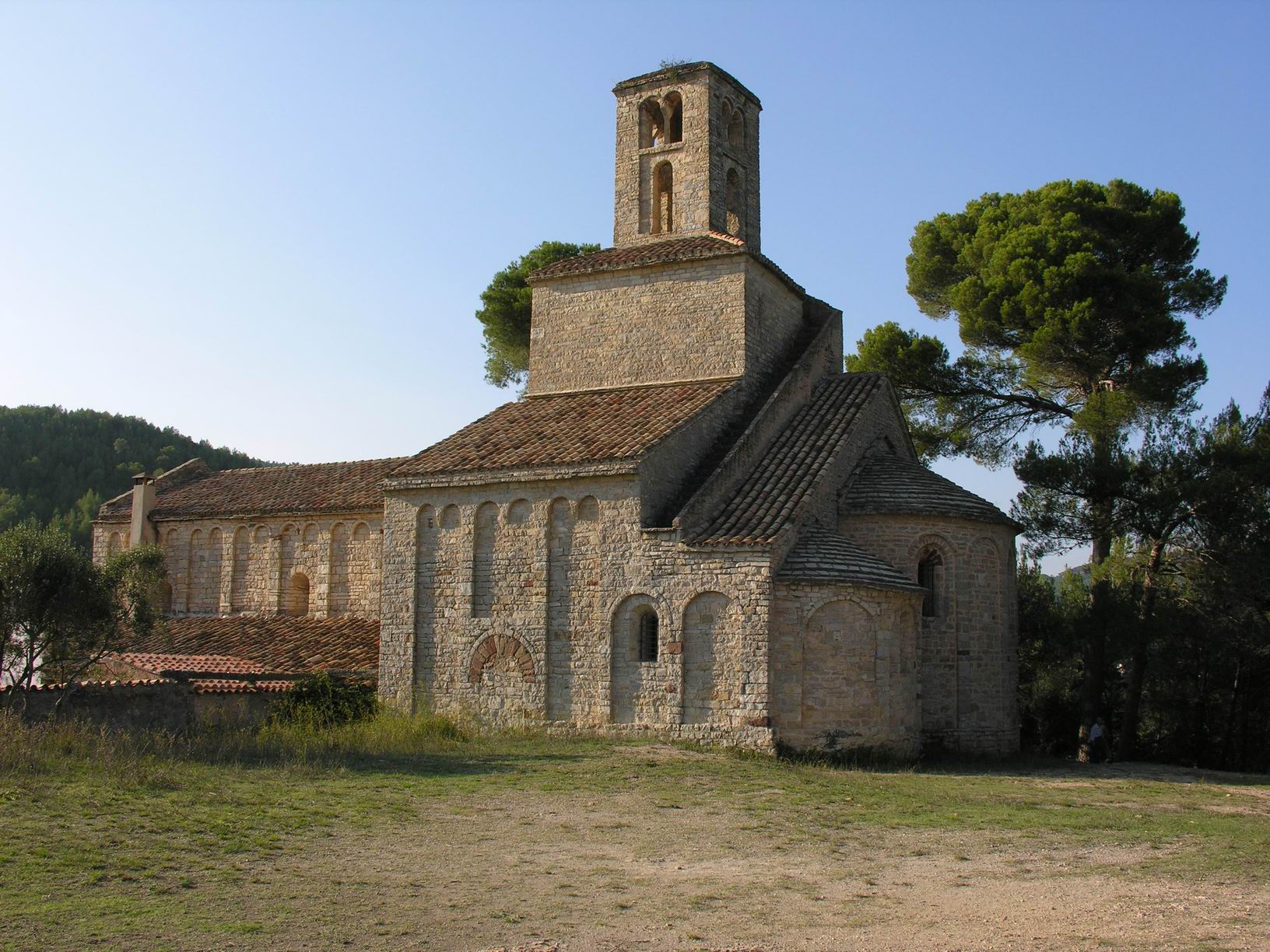
Kościół św. Poncjusza w Cervelló

Św. Poncjusz był czczony wpierw w benedyktyńskim klasztorze św. Feliksa z Girony w Sant Feliu de Guíxols, pierwszy raz wzmiankowanym w 968 roku (obecnie muzeum), gdzie umieszczono jego relikwie, a następnie w klasztorze św. Poncjusza w Cervelló koło Corbera de Llobregat w hrabstwie Barcelony. Pierwsze zachowane wzmianki o nim pochodzą z roku 1068, a powstał on pomiędzy 1025 a 1050 rokiem, wzniesiony w stylu katalońskiego romanizmu lombardzkiego. Jego fundatorami byli: Guillem de Mediona i jego następcy lub panowie Corbera, bądź brat biskupa Barcelony Humberta de Cervelló. Od końca XI wieku klasztor należał do kongregacji kluniackiej. Od XIV stulecia tracił na znaczeniu, nie było w nim wspólnoty benedyktyńskiej i kościół, jedynie zachowany z budowli klasztornych, zaczął być nazywany Sant Ponç de Corbera, zamiast de Cervelló, a od połowy XVI wieku stał się zależny od parafii z Corbera de Llobregat.

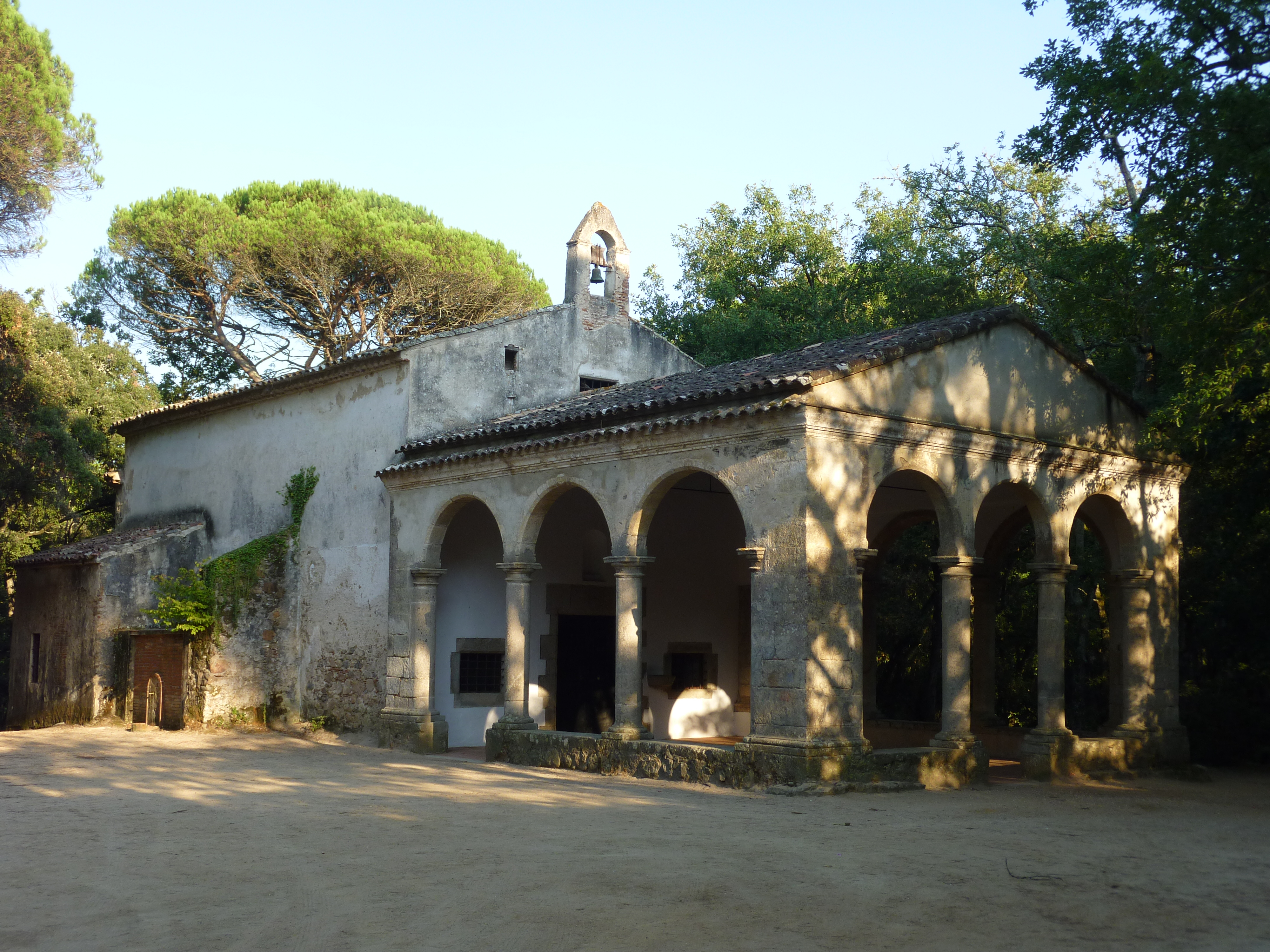
Kaplica św. Poncjusza w Tordera

Kolejne świątynie pod wezwaniem św. Poncjusza z XI wieku to: prywatna kaplica w Sant Ponç de Martimà w La Baronia de Rialb, kaplica Sant Ponç de Tordera, rozbudowana w XVII wieku i w 1729 roku, gdy dodano ermitaż podparty kolumnami w porządku doryckim, kaplica Sant Ponç del Papiol, po raz pierwszy wzmiankowana w 1070 roku, jako własność zamku El Castellet, a następnie rodu Papiol (obecny jej budynek z XIII wieku z późniejszymi modyfikacjami) w L'Arboç i kaplica Sant Ponç de Molers koło Maçaners w gminie Saldes, w XVII wieku już w złym stanie technicznym, obecnie zamknięta, gdzie napisano Goigs o św. Poncjuszu Męczenniku . Goigs (dosłownie: radości) to typowo kataloński rodzaj ludowych pieśni religijnych, układanych od XIV wieku. Znanych jest kilka innych goigs o św. Poncjuszu: z Girony, Corbera, Manresy i Tarragony.
W następnych wiekach powstały: kościół Sant Ponç d'Aulina (do połowy XIV wieku de Olina) zbudowany w 1150 roku i znacznie przebudowany w XVIII stuleciu, znajdujący się w Dolinie św. Poncjusza w gminie La Vall de Bianya, romański kościół Sant Ponç de Prades w La Molsosa, XVI-wieczny kościół Sant Ponç de Vall-llebrera w Artesa de Segre, kaplica pod jego wezwaniem z XVIII wieku w Sant Julià de Vilatorta oraz kaplica Leprozorium św. Mikołaja w Sant Celoni z przełomu XII/XIII wieku, która jednak wezwanie św. Poncjusza posiada dopiero od początku XIX stulecia. Ołtarz św. Poncjusza znajduje się w kościele dawnego benedyktyńskiego klasztoru z IX wieku Santa Maria de Ripoll. Był on czczony ponadto w kościele św. Marka za murami Manresy .

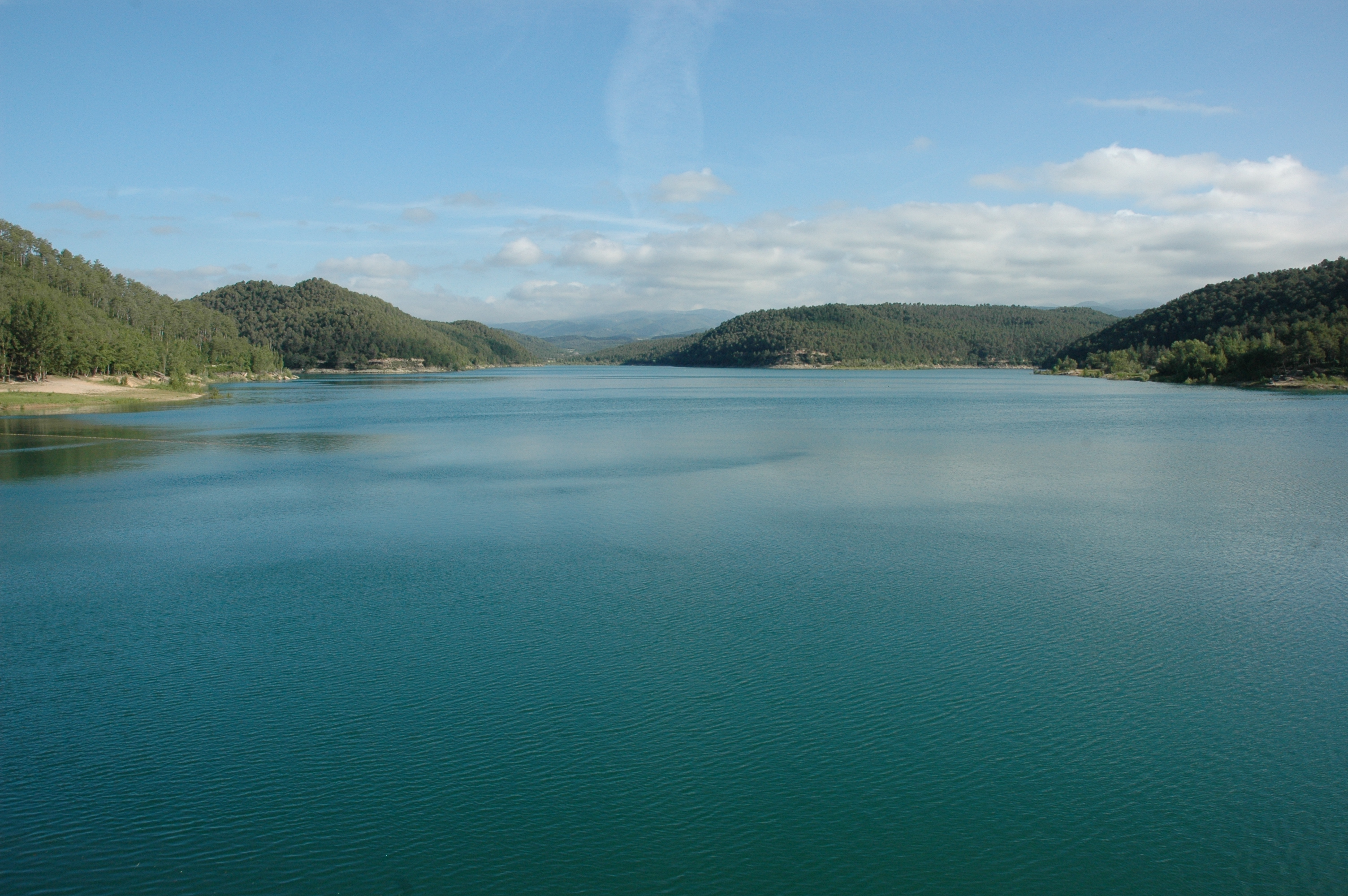
Zalew św. Poncjusza na Cardener

Kaplica z XIV wieku Sant Ponç de Talaià koło Girony została zniszczona w 1809 roku, podczas wojny z Francją. W XVII wieku powstała legenda stanowiąca pomieszanie kilku żywotów, iż jej patronem był rzekomy pierwszy biskup Girony, „drugi” św. Poncjusz z Cimiez). Zwana była też Sant Ponç de Fontejau, a obecnie istnieje w tym mieście nowa kaplica pod tym wezwaniem przy Plaça de Sant Ponç.
Dawny kościół Sant Ponç de Clariana koło Clariana de Cardener został rozebrany w związku z budową zapory na rzece Cardener w latach 1949-1954. Znajdujący się obecnie w tym miejscu zalew nosi nazwę św. Poncjusza. W pobliżu tamy zbudowano nowy kościół pod jego wezwaniem.
Emili Vendrell i Ibars (1893–1962) bardzo popularny tenor, wykonawca tradycyjnych katalońskich pieśni i zarzueli, stworzył i wykonywał poemat dramatyczny w trzech aktach Cud św. Poncjusza (kat. El miracle de Sant Ponç), opublikowany w 1949 roku.

### Inne miejsca
W sąsiadującym z Katalonią od południa Królestwie Walencji, należącym wraz z nią do Korony Aragonii, koło Moncada znajdowała się kaplica św. Poncjusza, na miejscu której w XVII wieku zbudowano kaplicę św. Barbary. Niedaleko Alicante była mała kaplica św. Poncjusza, w której w 1411 roku głosił kazanie św. Wincenty Ferreriusz i modlił się o nawodnienie tego suchego terenu, w związku z czym w 1560 roku została rozbudowana i otrzymała jego wezwanie.
Relikwie św. Poncjusza zostały umieszczone w kościele w miejscowości Acquaviva nad rzeką Volturno w Królestwie Neapolu, również należącym przez jakiś czas w średniowieczu do Korony Aragonii. W miejscowości tej jest czczony 13 maja. Jego kult w średniowieczu notowany jest także w Digna (Franche-Comté), na północ od Prowansji .
W Sóller na Majorce, pozostającej przez wieki w kręgu oddziaływania kultury katalońskiej, 11 maja lub w drugą niedzielę maja, od połowy XIX wieku świętuje się El Firó les valentes dones (Święto walecznych kobiet w mallorquín, czyli dialekcie majorkańskim języka katalońskiego), w skrócie El Firó de Sóller, na pamiątkę odparcia ataku piratów tureckich i algierskich w 1561 roku we wspomnienie św. Poncjusza, w czterech bitwach w mieście i porcie. Coroczne obchody gromadzą tysiące uczestników rekonstrukcji walk oraz uroczystej procesji. Współorganizatorem ich jest stowarzyszenie Colectivo de Payeses Sant Ponç 1561.

## Ikonografia

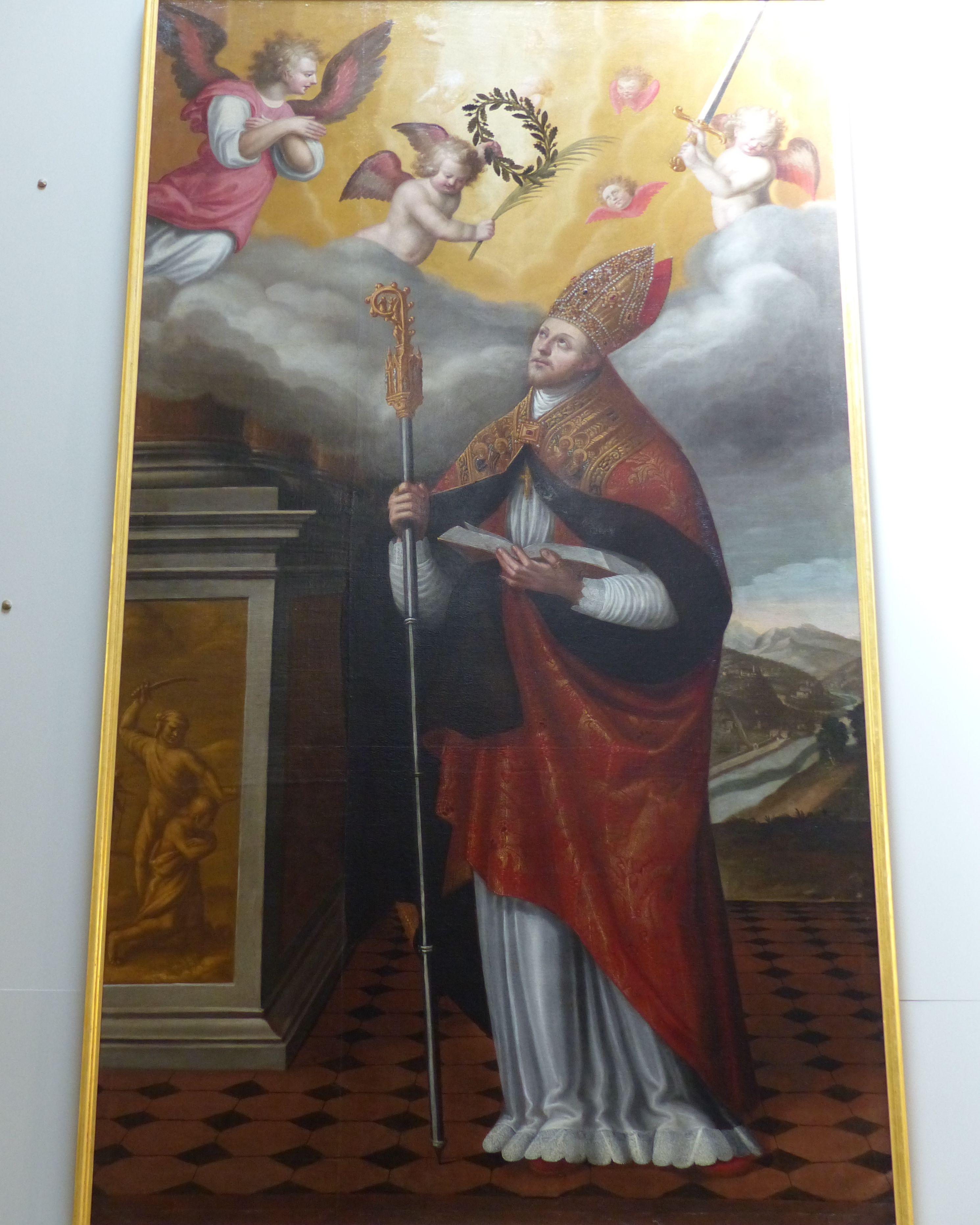
Obraz św. Poncjusza z Cimiez w katedrze św. Reparaty w Nicei

W Prowansji, Langwedocji i Katalonii, w niektórych w kościołach znajdują się różne wizerunki św. Poncjusza z Cimiez. Są to obrazy przedstawiające jego męczeństwo, np. w opactwie nicejskim i w Lantosque, figury w szatach pontyfikalnych (z późniejszych epok), jak np. w Barcelonie, na baldachimie ambony w katedrze w Saint-Pons-de-Thomières, czy w kościele św. Marcina w Le Plan-de-la-Tour i takież obrazy, np. w kaplicy biskupów katedry św. Reparaty w Nicei i w kościele w Ubraye, lub przedstawienia młodzieńca w stroju rzymskiego legionisty z palmą męczeństwa w ręku, jak w Lantosque , kościele Santa Maria del Prat w Argelès-sur-Mer i na ksylografii w książce z Montpellier oraz w szatach średniowiecznych z mieczem i palmą w ręku.
Istnieją też wizerunki wspólne z innymi świętymi, np. ze św. Katarzyną w kaplicy św. Gratusa z Aosty w Peïra-Cava (gmina Lucéram) lub ze św. Mikołajem i św. Bernardem z Menthon towarzyszący św. Antoniemu na retabulum z 1490 roku, obecnie w Musée Masséna w Nicei. W kościele w Collobrières, oprócz trzech innych wizerunków św. Poncjusza, znajduje się obraz, na którym towarzyszy mu, jako młodemu Rzymianinowi, cesarz Filip I i jego żona Otacylia.
Sceny z życia św. Poncjusza zostały wyrzeźbione na kapitelach kolumn katedry w Saint-Pons-de-Thomières z XI i XII wieku, lecz obecnie znajdują się one w kilku muzeach, znaczna część w Toledo Museum of Art w Ohio.

## Wzmianki i opracowania
Świętego Poncjusza z Cimiez poza obszarem kultu jako pierwszy wzmiankuje w drugiej połowie IX stulecia w swym Martyrologium mnich Usuardus z Opactwa św. Germana w Saint-Germain-des-Prés (Paryż), a kilka lat po nim abp Ado z Vienne. W XIII wieku piszą o nim dominikanie: francuski autor encyklopedii Wincenty z Beauvais w Pikardii w Speculum historiale i włoski hagiograf abp Jakub de Voragine (w kontekście kwestii nawrócenia cesarza Filipa). Następnie wzmiankują go: w XIV wieku biskup Equilium Pietro de' Natali w Catalogus Sanctorum et gestorum eorum (określając go biskupem), a w XV stuleciu Nicolaas Clopper jr. z klasztoru augustianów w Eindhoven w swej kronice historii świata Florarium Temporum i karmelita z Ferrary Johannes Bonadies oraz dokumenty z klasztoru kartuzów w Kolonii i Brukseli.

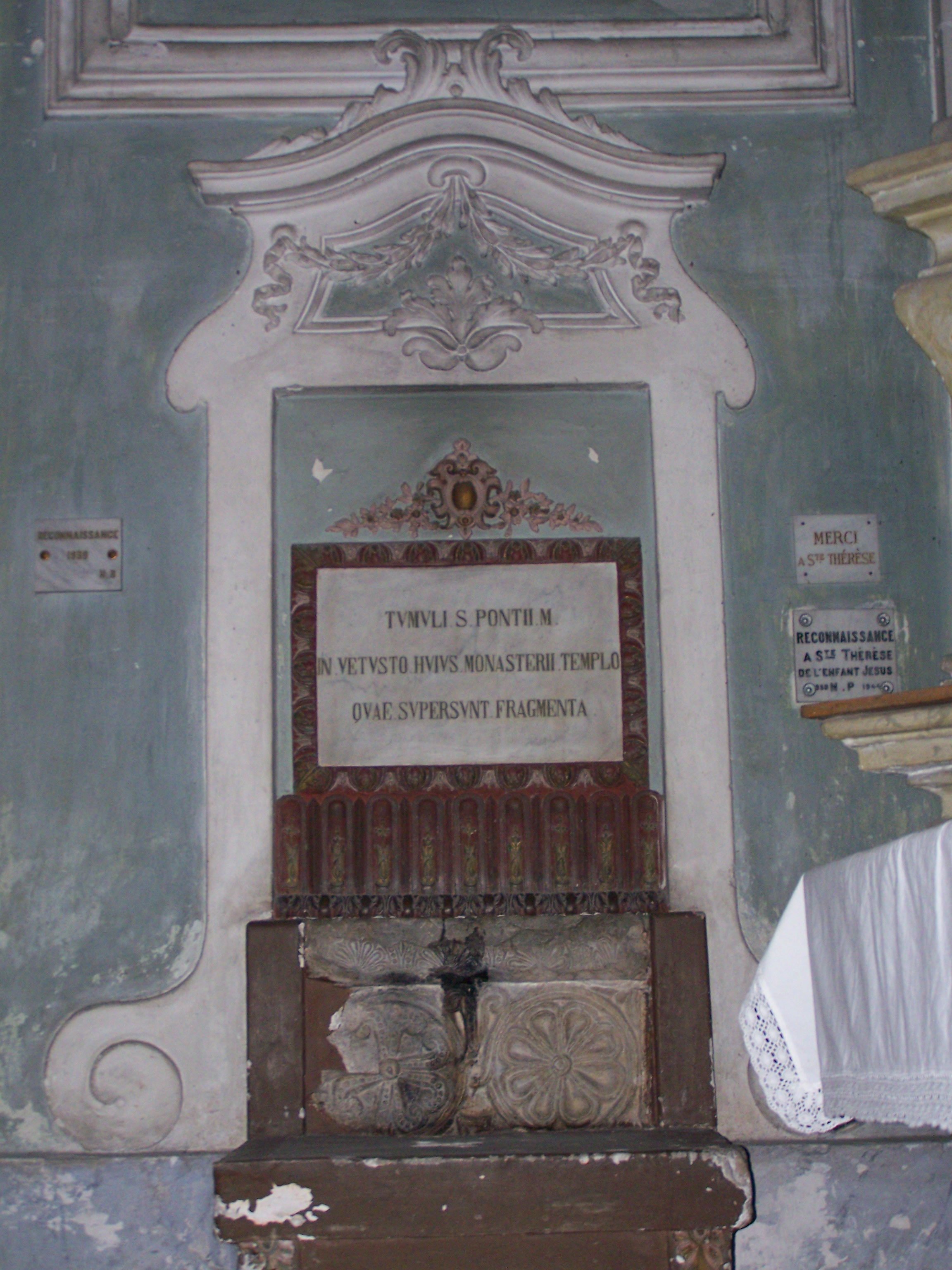
Grób św. Poncjusza w kościele pod jego wezwaniem w Nicei

Św. Poncjusza wspominają nowożytni włoscy historycy i hagiografowie: w XVI wieku kard. Cezary Baroniusz i Pietro Galesini, a w XVII wieku Filippo Ferrari w Catalogus sanctorum Italiae, Giovanni Giustino Ciampini w Vetera Monimenta i Ferdinando Ughelli w 4 tomie Italia Sacra oraz francuscy: biskup tulleński André du Saussay w Martyrologium Gallicanum i ks. Étienne Baluze w Miscellanea novo ordine digesta, przytaczając Vita Pontii z innego manuskryptu (z drobnymi różnicami), niż bollandyści, a także dwaj badacze, którzy podnosili zarzuty odnośnie do skażenia tekstu żywotu: historyk Louis-Sébastien Le Nain de Tillemont i jezuita Denis Pétau.
Opat klasztoru św. Poncjusza w Nicei, Pietro Gioffredo, napisał słownik biograficzny Nicaea Civitas sacris monumentis illustrata, opublikowany w 1658 roku, w którym zamieścił biografię świętego zawierającą dodatkowe szczegóły nieznane w Vita Pontii. W podanych przez niego obszernych przypisach, wśród licznych autorów średniowiecznych, wskazał też najstarsze akta z naszego klasztoru w Lantosque.
W 3 tomie maja Acta Sanctorum, opublikowanym w 1680 roku, bollandyści, prócz zamieszczenia kazań św. Waleriana z Cimiez i Życia Poncjusza, zwrócili uwagę na możliwość późniejszych jego drobnych zniekształceń, zwłaszcza odnośnie do kwestii biskupstwa oraz zasygnalizowali podstawowe wzmianki na jego temat.
W XIX i w pierwszej połowie XX wieku trwały spory między kościelnymi badaczami o autentyczność poszczególnych faktów z życia św. Poncjusza. Bronili jej w swych książkach: J.-G.-P. Maurel  i Bonaventure Salvetti . Przeciw byli: Henri Leclercq i Hippolyte Delehaye. Pogłębione badania postulowali umiarkowani historycy: Camille Jullian i Edmond-Frédéric Le Blant. W kolejnych dziesięcioleciach uwzględniono przede wszystkim wyniki licznych badań archeologicznych w Prowansji (także w Cimiez) i krainach sąsiednich, które prowadzili: Fernand Benoit i Charles-Alexandre Fighiera, wiodące do potwierdzenia autentyczności postaci św. Poncjusza i jego dziejów.
W oparciu o komplet zachowanych materiałów archiwalnych i bibliotecznych oraz zgromadzonych w Muzeum Archeologicznym w Cimiez, historyk Kościoła z Monako Claude Passet opracował wydanie krytyczne Życia Poncjusza, opublikowane w 1977 roku . Syntezę dziejów kultu św. Poncjusza opracowała dziesięć lat wcześniej G. Laguerre . Najnowsze, uzupełniające opracowanie kwestii dotyczących św. Poncjusza sporządziła prof. Nadine Henrard z Uniwersytetu w Liège, w książce z 1998 roku, zawierającej przede wszystkim analizę misterium Istorio de Sanct Poncz .

## Miejscowości i obiekty fizjograficzne
Od imienia św. Poncjusza pochodzą nazwy miejscowości: Saint-Pons (Alpy Górnej Prowansji) – miejsce jego działalności ewangelizacyjnej, Saint-Pons-de-Thomières i Saint-Pons-de-Mauchiens (Hérault), Saint-Pons-la-Calm (Gard), Saint-Pons (Ardèche), Saint-Pons-les-Mûres (obecnie dzielnica Grimaud), Saint-Pons w gminie Seyne (Alpy Górnej Prowansji), Saint-Pons w gminie Condorcet (Drôme), osada (hameau) Saint-Pons w gminie Gréolières (Alpy Nadmorskie), domena Saint Pons w granicach Figanières (Var); w Katalonii: Sant Ponç w gminie Clariana de Cardener, Sant Ponç koło Palafrugell, Sant Ponç nad rzeką Saldes (część wioski Maçaners w gminie Saldes), Sant Ponç (dawna wieś obecnie w granicach Sallent), Sant Ponç (małe osiedle w mieście Girona) oraz punkt osadniczy w gminie La Vall de Bianya, samotna masia (regionalny rodzaj domostwa) z XVII wieku El Serrat de Sant Ponç.

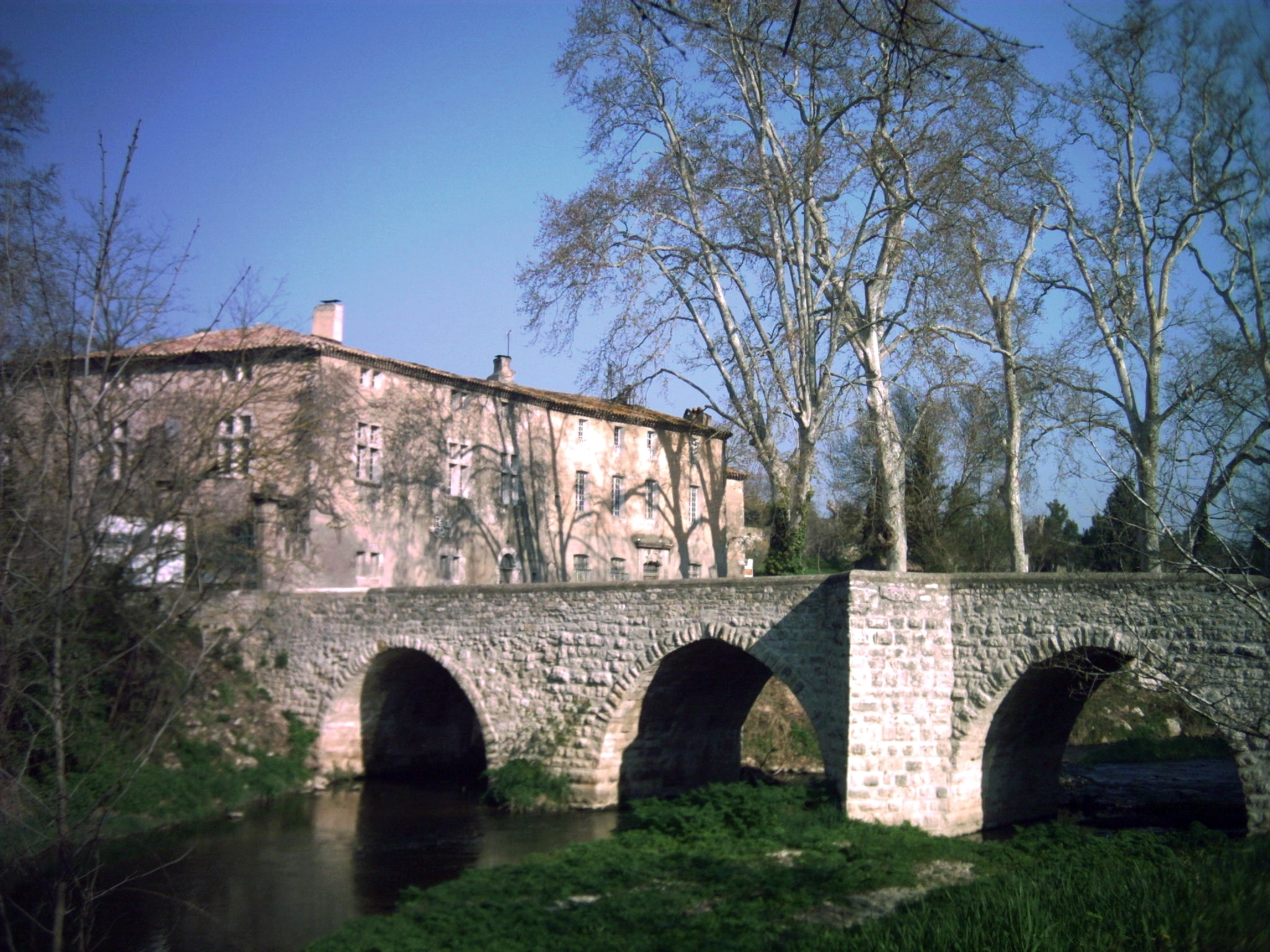
Most św. Poncjusza na Arc w Aix

10 kilometrów na zachód od centrum Aix-en-Provence, na terenie dawnej miejscowości Saint-Pons, znajduje się Most św. Poncjusza (Pont de Saint-Pons), jest to zabytkowy, średniowieczny most drogowy na rzece Arc w pobliżu akweduktu de Roquefavour.
W domenie św. Poncjusza koło Puyloubier znajduje się prywatna Basteja św. Poncjusza (La bastide de Saint Pons), obecnie odnawiana na cele kulturalne przez stowarzyszenie Les amis de Saint Pons en Venturi.
Na terenie gminy Saint-Pons (Alpy Górnej Prowansji), koło Barcelonnette, znajduje się lotnisko Barcelonnette – Saint-Pons (IATA: BAE, ICAO: LFMR), które ma pas długości 800 metrów, bez znaczników świetlnych, na wys. 1132 m n.p.m.
Na osiedlu Sant Ponç w Gironie mieści się siedziba klubu piłkarskiego Atletic Sant Ponç.
W Katalonii znajduje się Zalew św. Poncjusza (El Pantà de Sant Ponç), utworzony przez zaporę na rzece Cardener, koło miejscowości Clariana de Cardener, Góra św. Poncjusza (El Serrat de Sant Ponç) o wys. 820,4 m n.p.m. w Montclar i Góra św. Poncjusza o wys. 655,4 m n.p.m. na terenie Sant Julià de Vilatorta, Dolina św. Poncjusza d'Aulina (La Vall de Sant Ponç d'Aulina), z której wypływa Potok św. Poncjusza (La Riera de Sant Ponç) w La Vall de Bianya.
W Prowansji, koło Gémenos, u podnóża Sainte Baume, znajduje się leśna Dolina św. Poncjusza (La vallée de Saint-Pons), w niej Park św. Poncjusza (Parc de Saint-Pons), a w nim Źródło św. Poncjusza (La source de Saint Pons).
W Langwedocji, koło Saint-Pons-de-Thomières, znajdują się od kilku wieków Kamieniołomy św. Poncjusza (Les Carrières de Saint Pons), wydobywa się tam m.in. czerwony marmur św. Poncjusza (Le marbre de Saint-Pons), zwany też Czerwienią św. Poncjusza (le Rouge de Saint Pons).

## Galeria fotografii

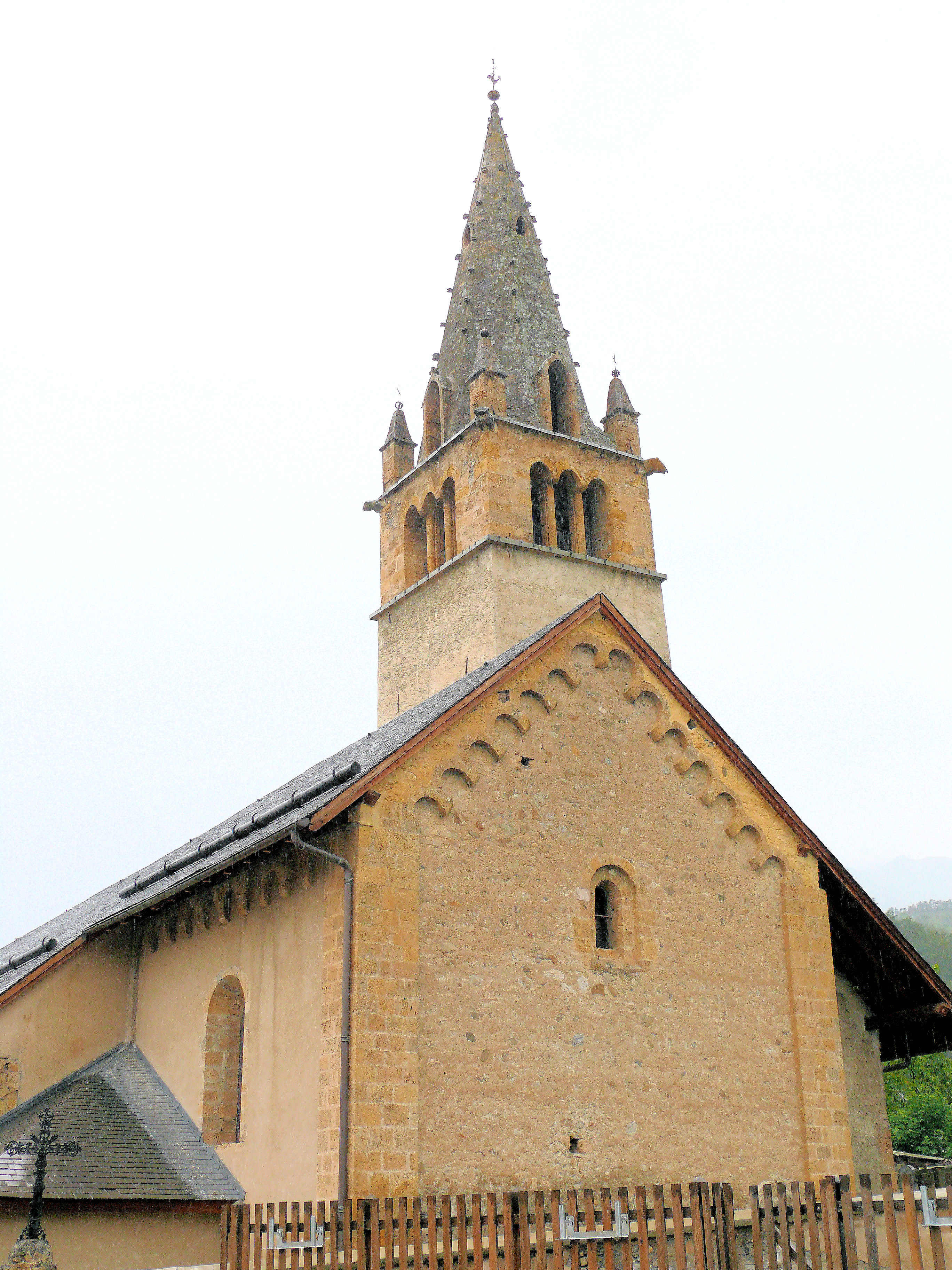
Kościół św. Poncjusza w Saint-Pons, w dolinie Ubaye (Alpy Górnej Prowansji)
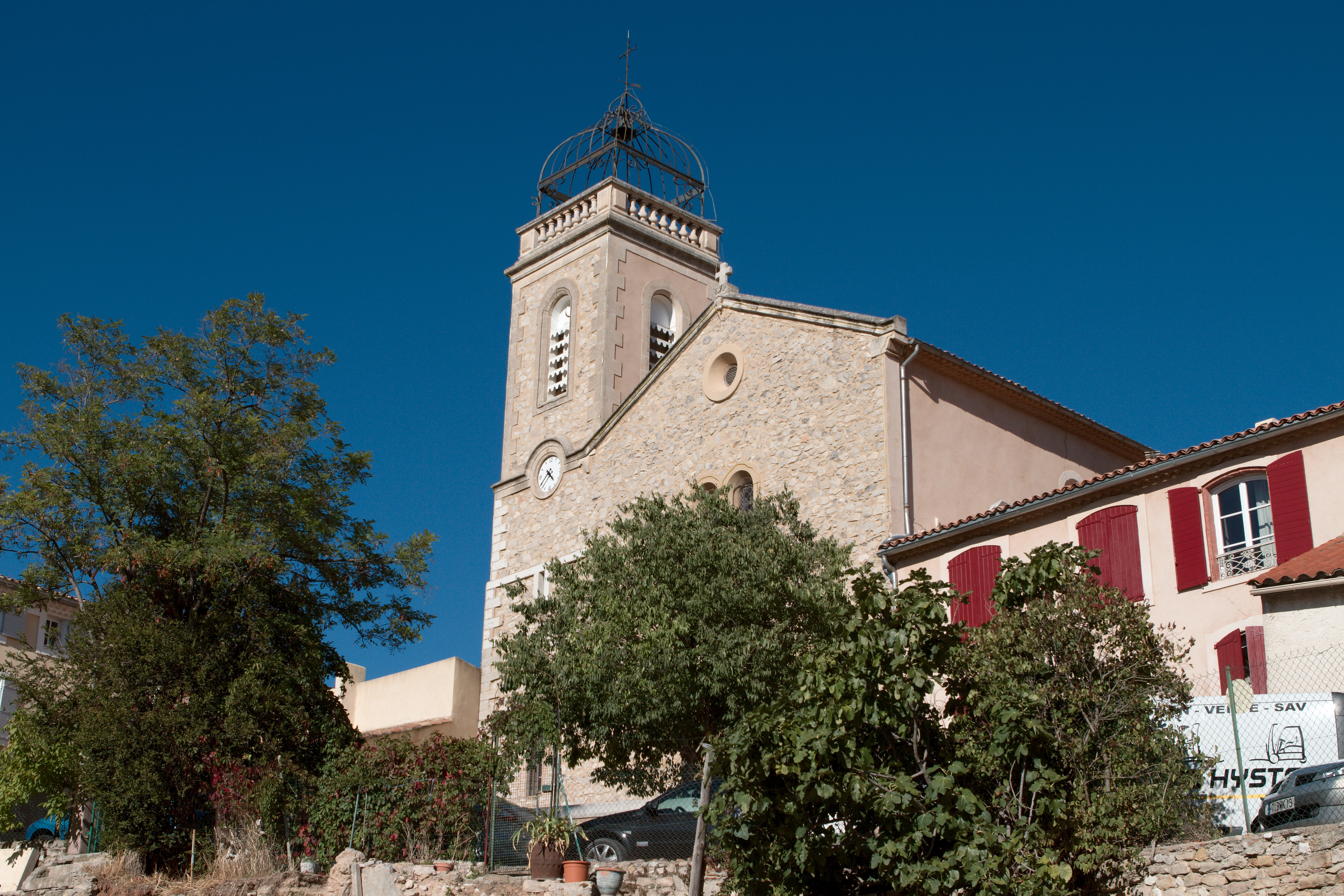
Kościół św. Poncjusza w Puyloubier (Delta Rodanu)
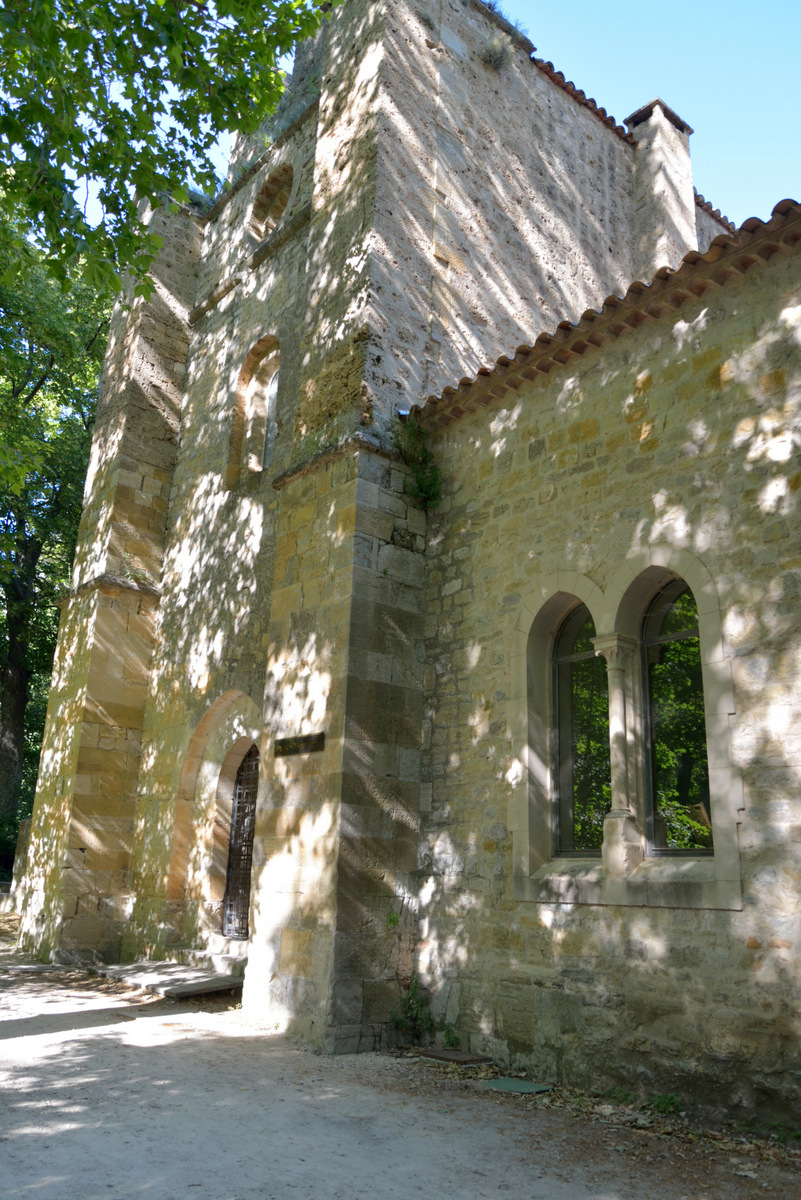
Kościół pocysterski opactwa św. Poncjusza w Parku św. Poncjusza (Prowansja)
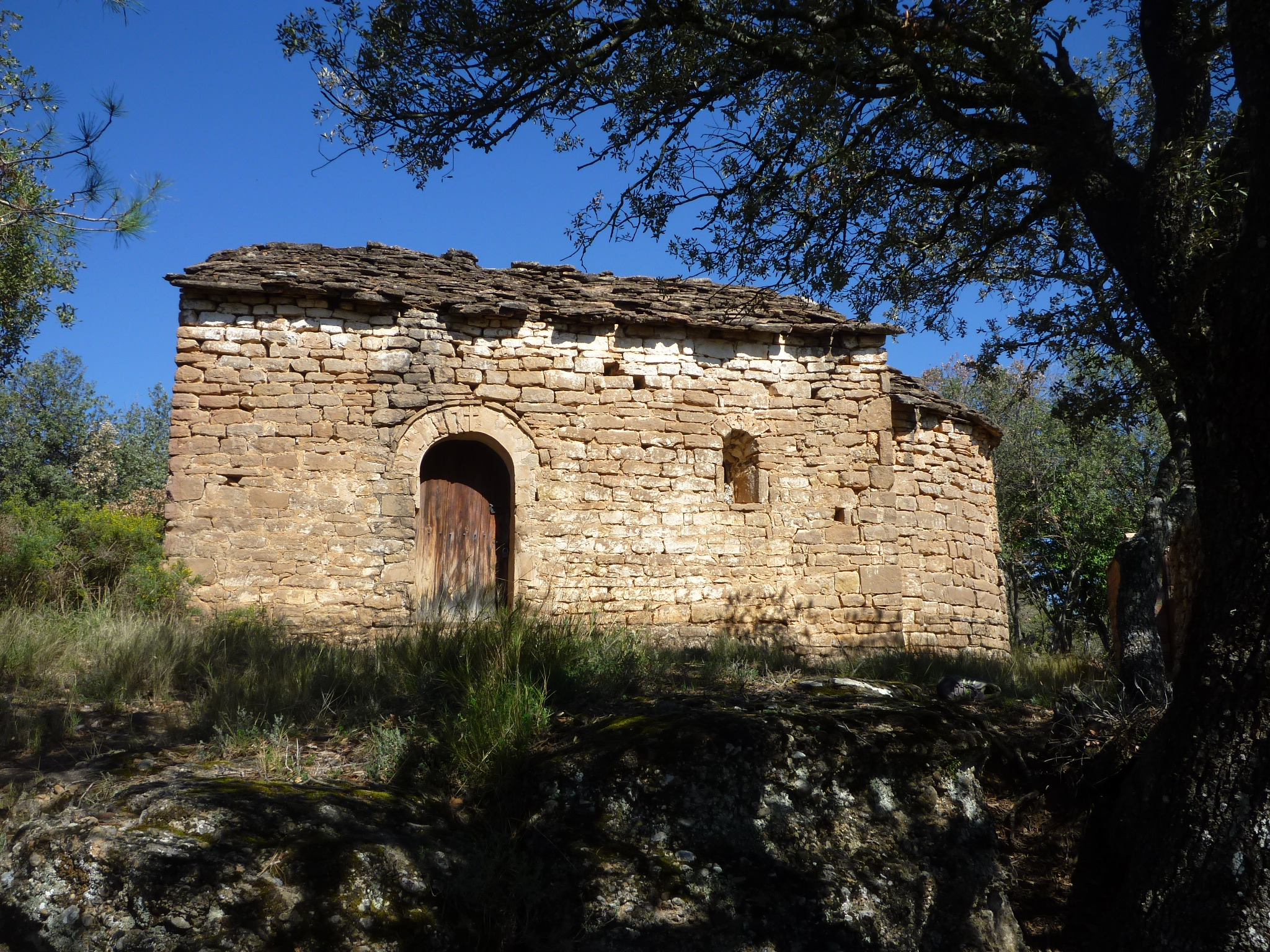
Kaplica św. Poncjusza w Martimà (Katalonia)
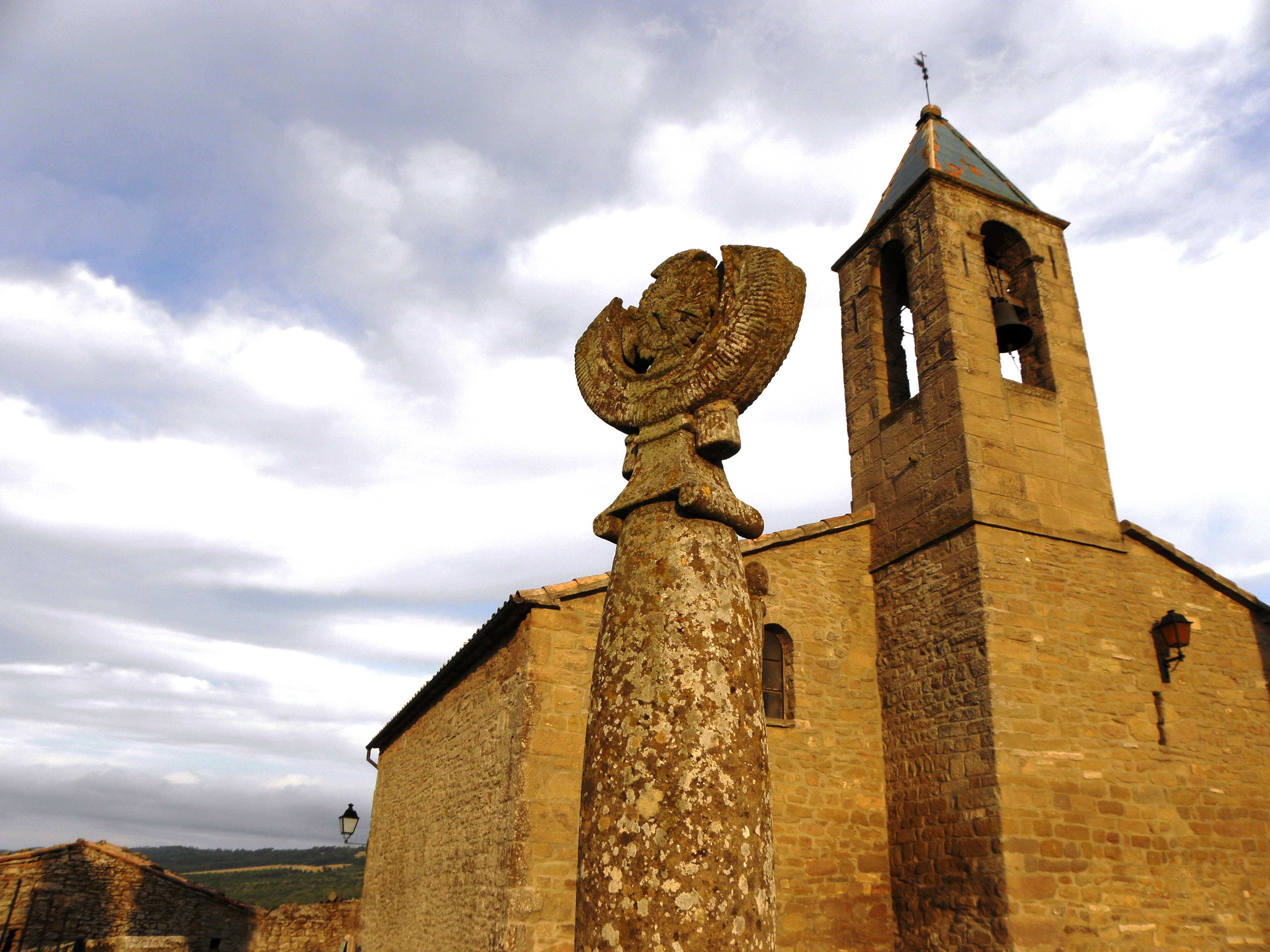
Kościół św. Poncjusza w Prades (Katalonia)
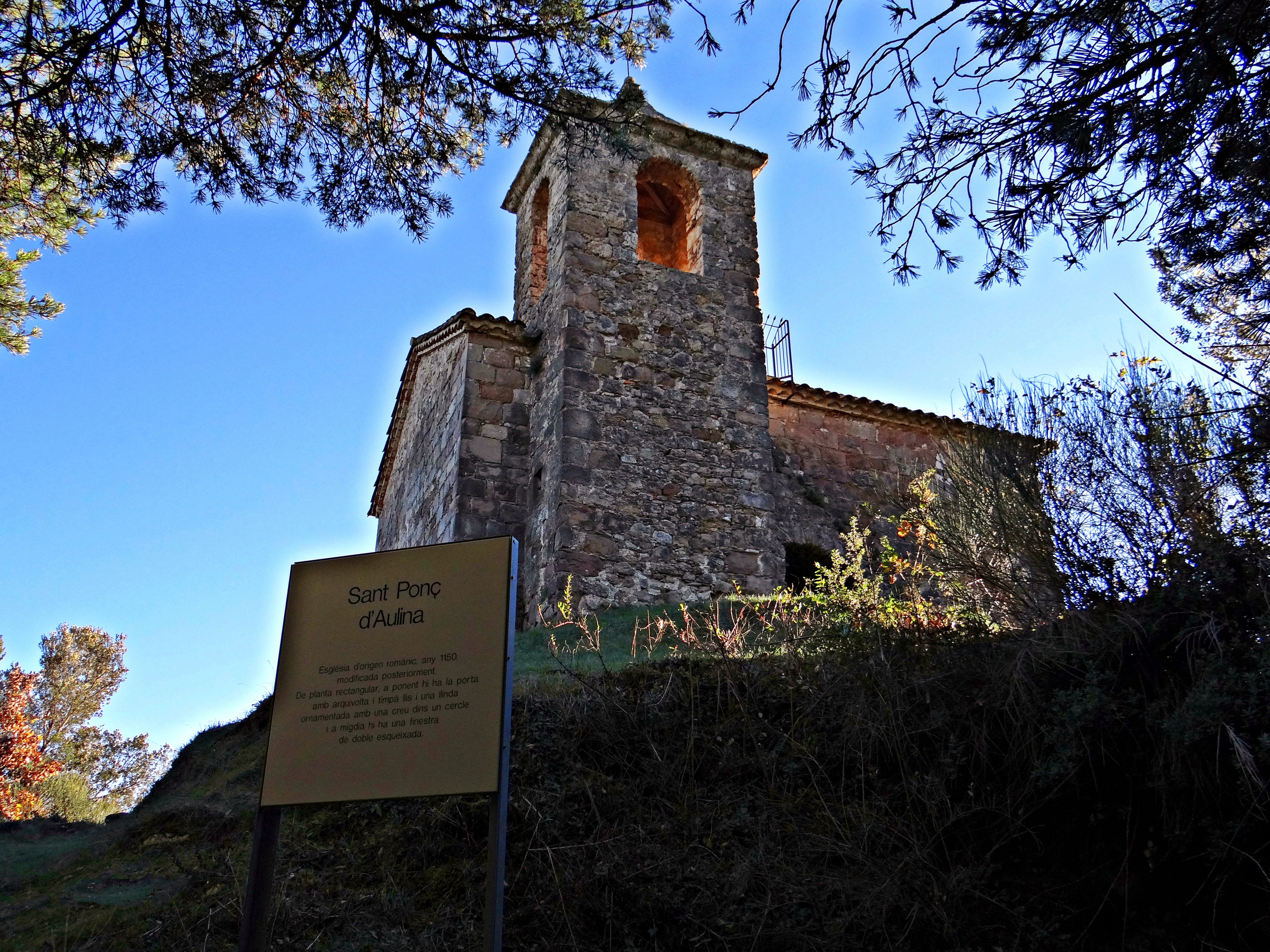
Kościół św. Poncjusza d'Aulina w Dolinie św. Poncjusza (Katalonia)